# L.R. Vicenza
Il L.R. Vicenza (acronimo di Lanerossi Vicenza), meglio noto come Vicenza, è una società calcistica italiana con sede nella città di Vicenza. Milita in Serie C, la terza divisione del campionato italiano di calcio.
Costituita nel 2018 mediante il trasferimento in città del Bassano a seguito del fallimento societario, è erede e continuatrice de facto della tradizione sportiva iniziata il 9 marzo 1902 con la fondazione dell'Associazione del Calcio in Vicenza (spesso siglato ACIVI) e poi transitata attraverso il Lanerossi Vicenza dal 1953 al 1989 e infine il Vicenza Calcio, fallito nel 2018.
È il più antico club calcistico dell'Italia nord-orientale nonché del Triveneto e del Veneto. Ha disputato 30 campionati di Serie A, dei quali 20 consecutivi fra il 1955-1956 e il 1974-1975: occupa pertanto il 19º posto nella classifica della tradizione sportiva dei club che hanno giocato nella massima serie italiana e il 18º posto nella relativa classifica perpetua. L'IFFHS lo annovera tra le 15 migliori formazioni italiane del XX secolo.
In ambito nazionale vanta la vittoria di una Coppa Italia (1996-1997) e della Coppa Italia Serie C nel 1981-1982 e nel 2022-2023, mentre il migliore risultato a livello internazionale rimane la semifinale della Coppa delle Coppe (1997-1998); annovera inoltre il raggiungimento della finale nel campionato di Prima Categoria 1910-1911, quando fu sconfitto dalla Pro Vercelli, e il secondo posto alle spalle della Juventus nel campionato di Serie A 1977-1978, in cui conseguì il miglior risultato di sempre di una neopromossa nell'era del girone unico.

## Storia

Domenica 9 marzo 1902: inizia la storia calcistica del Vicenza, composto all'epoca da soli giocatori del territorio.

Il Vicenza, fondato nel 1902 da un gruppo di cittadini capeggiati dal professor Tito Buy, preside del liceo Lioy, e dal docente di educazione fisica Antonio Libero Scarpa, è una delle più antiche società di calcio italiane. La formazione del primo consiglio direttivo avvenne il 9 marzo di tale anno, mentre il debutto agonistico avvenne il 18 maggio 1903 in un incontro amichevole valido per il campionato Provinciale per Scuole, che vide i vicentini prevalere su Cordellina, Baggio e Schio.
L'esordio ufficiale risale al campionato 1910-11: l'Acivi (come venne chiamato il Vicenza per i primi cinquant'anni, dall'acronimo della denominazione ufficiale di allora Associazione del Calcio in Vicenza) inaugurò il 12 febbraio 1911 il nuovo campo di Borgo Casale con una larga vittoria sul Bologna e a marzo terminò a punteggio pieno il girone Veneto-Emiliano, qualificandosi alla finale per il titolo. Tuttavia dovette soccombere, sia in trasferta che in casa, alla Pro Vercelli nei suoi anni d'oro.

Il Vicenza che sfidò la nella doppia finale del campionato di Prima Categoria 1910-1911.

Negli anni precedenti alla prima guerra mondiale prese parte in più occasioni alle finali nazionali dell'Italia settentrionale, che si disputavano in un girone fra le vincenti dei gruppi regionali. Il Vicenza incontrò così varie volte il Bologna, la Juventus, il Milan, l'Inter, affermandosi fra le migliori squadre italiane.
Il Vicenza inizia gli anni 1920 gareggiando nella Prima Categoria divisa in vari gironi regionali. Nel 1921-22 si aggregò allo scisma delle grandi squadre, andando a disputare il campionato della C.C.I.: terminò ultimo nel girone A, piazzamento che lo condannava a dover disputare e vincere le qualificazioni interdivisionali contro squadre di Seconda Divisione per conquistare la salvezza. All'attuazione del Compromesso Colombo affrontò la qualificazione interdivisionale che perse contro il Derthona lasciando così la massima divisione nazionale.
Nella stagione 1924-25 il Vicenza vinse il girone eliminatorio di Seconda Divisione dopo spareggi con Udinese e Olympia Fiume, ma venne poi squalificato e declassato all'ultimo posto per le posizioni irregolari degli ungheresi Horváth e Molnár; comunque non venne retrocesso perché la Federazione lo ripescò. Impreparato di fronte alle trasformazioni che avviavano il calcio italiano verso il professionismo, si fece travolgere dalle varie ristrutturazioni dei tornei, fino a precipitare nel 1929 al quarto livello della piramide calcistica nazionale.

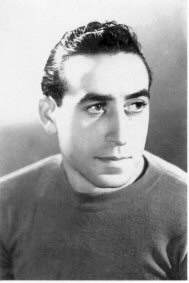
Romeo Menti

Gli anni 1930 furono quelli della riscossa biancorossa, dopo un decennio da dimenticare. Nel 1932-1933 la squadra venne promossa in Serie B, dove rimase per due stagioni, per poi provare più e più volte la nuova promozione fra i cadetti. In quel periodo i biancorossi sfornarono talenti del calibro dei fratelli Umberto e soprattutto Romeo Menti, capitan "Neno" Rossi, Bruno Camolese, Luigi Chiodi, Giovanni Costa, mentre s'avviava sul viale del tramonto la stella di Piero Spinato, ancora oggi il giocatore che ha segnato più reti con la maglia del Vicenza. Nell'annata 1939-1940 arrivò la promozione in Serie B con un netto vantaggio sulla seconda. L'8 settembre 1935 era frattanto stato inaugurato il nuovo stadio lungo il Bacchiglione, abbandonando definitivamente il campo di Borgo Casale. Nella partita inaugurale contro gli ungheresi del Soroksár esordì l'appena sedicenne Romeo Menti, il giocatore a cui, per un curioso gioco del destino, lo stesso stadio sarebbe stato intitolato nel 1949 dopo la scomparsa nella tragedia di Superga.
All'inizio degli anni 1940 il Vicenza conquistò la massima divisione nazionale, grazie anche a una linea mediana passata alla storia come una delle migliori dell'epoca e formata da Osvaldo Fattori (poi all'Inter), Alfonso Santagiuliana (che giocò anche nel Grande Torino) e Luigi Abeni, la cui carriera fu stroncata dalla malattia.

Serie A 1942-1943: l'undici vicentino in -Vicenza 2-6.

La Serie A 1942-1943 si concluse con una storica salvezza, conquistata all'ultima giornata sconfiggendo per 6-2 la Juventus a Torino nel giorno di Pasqua del 1943. Dopo l'8 settembre partecipò al girone Veneto del campionato di Guerra del 1944, rinunciando però alle finali nazionali.
Dopo la seconda guerra mondiale, il Vicenza tornò a giocare in Serie A, dopo il campionato misto del 1946. Nella Serie A 1946-1947, tornato il campionato a girone unico, il Vicenza si piazzò sorprendentemente al quinto posto (miglior marcatore della squadra fu il vicentino Bruno Quaresima); l'anno seguente tuttavia la squadra giunse all'ultimo posto (unica volta nella storia biancorossa che il Vicenza ha chiuso il campionato da fanalino di coda) e fu retrocessa.
Nel 1949 il Vicenza sfiorò l'immediato ritorno in Serie A, sfumato per un punto. Seguirono poi alcuni campionati di Serie B conclusi a metà classifica, caratterizzati da problemi economici.
Il 26 giugno 1953 accadde un evento che avrebbe cambiato la storia della società vicentina per molti decenni: la vecchia Acivi fu acquistata dal colosso laniero di Schio, la Lanerossi, fondata nel XIX secolo da Alessandro Rossi. Non si tratta del primo caso di sponsorizzazione calcistica in Italia, all'epoca ancora vietata, ma invece di un cosiddetto abbinamento, cioè una vera e propria acquisizione: la società calcistica divenne una costola dell'azienda tessile, portandone anche il nome e il simbolo – la "R" – sulle maglie (le sponsorizzazioni saranno permesse solo all'inizio degli anni 1980). Il logo rimase sulle maglie biancorosse fino alla stagione 1988-1989, anche se l'azienda non contribuiva economicamente più dagli inizi del decennio.

Luís Vinício e Giulio Savoini, bandiere del Lanerossi nel ventennio d'oro in Serie A (1955-1975).

L'iniezione di fiducia e soprattutto di denaro liquido permise di allestire una squadra che ben presto, dopo una stagione di assestamento, tornò nel 1955 in Serie A dopo sette anni di attesa, con l'allenatore Aldo Campatelli e le reti di Enrico Motta. Al ritorno in massima serie il Vicenza conquistò una sorprendente salvezza con un nono posto.
Ai fasti della prima squadra si aggiunsero quelli della formazione primavera, che nel 1954 e nel 1955 conquistò due volte consecutivamente il torneo di Viareggio. Dalla squadra del Viareggio uscirono giocatori come Azeglio Vicini, Sergio Campana, Renzo Cappellaro, Mario David, Mirko Pavinato, Luigi Menti e molti altri che in seguito vestirono la maglia biancorossa in Serie A.

Gli oltre 10000 tifosi biancorossi in Verona-Vicenza del 17 novembre 1996.

Nella seconda metà degli anni 1950, il reparto offensivo venne rafforzato con l'innesto di due sudamericani, dapprima Américo Murolo e nella stagione successiva Francisco Lojacono, oltre al vicentino Renzo Cappellaro.
A cavallo fra i due decenni il Vicenza conquistò salvezze e piazzamenti come due settimi posti consecutivi, e nel 1960-1961 l'allenatore Roberto Lerici (già giocatore biancorosso degli anni 1950) vinse il premio del Seminatore d'oro come miglior allenatore stagionale. Il Lanerossi mantenne le sue caratteristiche di provinciale, attenta ai bilanci, che valorizza i giovani, siano prodotti dal vivaio o provenienti da altre squadre, mantenendo un nucleo forte di giocatori sempre più bandiere, accogliendo di tanto in tanto grandi giocatori a fine carriera.

Giovan Battista Fabbri e Paolo Rossi, rispettivamente allenatore e attaccante del Lanerossi nella seconda metà degli anni 1970.

Nel 1962 arrivò il centravanti brasiliano trentenne Luís Vinício, che diede ulteriore lustro alla squadra. Nella Serie A 1963-1964 il Vicenza si issò al primo posto in classifica in coabitazione per tre partite consecutive, dalla 7ª alla 9ª giornata, conquistando al termine del campionato il sesto posto. Luis Vinicio nella stagione 1965-1966, nel suo anno di grazia, conquistò la classifica cannoniere con 25 reti (si dovranno aspettare ventisei anni perché un giocatore di Serie A segni tanto: sarà Marco van Basten nel 1991-1992), il Lanerossi giunse quinto.
A grandi risultati seguono però anni in cui la salvezza era risicata, spesso all'ultima giornata. Fra le salvezze risicate, storica quella del 1972-1973, in cui il Lanerossi sembrava ormai spacciato, ma con tre vittorie nelle ultime tre giornate riuscì a risalire la china fino a uno spareggio con l'Atalanta, sconfitta su autogol. Tuttavia la fortuna abbandonò il Lanerossi nel 1975 quando, al ventesimo campionato consecutivo di Serie A, retrocesse in Serie B.
Dopo un'opaca stagione 1975-76 in cui rischiò addirittura di retrocedere in Serie C, il Lanerossi si presentò con poche speranze a quella 1976-77. Tuttavia il nuovo tecnico, Giovan Battista Fabbri, ebbe una intuizione: trasformò il giovane Paolo Rossi da ala destra dalle scarse prospettive in un eccellente centravanti, portando il Vicenza alla promozione in Serie A. Dopo un inizio titubante, la formazione biancorossa si dimostrò travolgente, grazie ai gol di Rossi, la sicurezza del libero Giorgio Carrera, le giocate di Franco Cerilli e Giancarlo Salvi, la diga di Mario Guidetti a centrocampo, l'inarrestabile Roberto Filippi.

Il Real Vicenza della stagione 1977-78, neopromosso e secondo classificato in Serie A

Solo la Juventus fece meglio del Lanerossi. La squadra chiuse il campionato al 2º posto e approdò di diritto alla Coppa UEFA: rimane tuttora il miglior risultato assoluto di una neopromossa nella storia della massima serie italiana. Rossi divenne il nuovo fenomeno del calcio italiano: nel dicembre 1977 fu convocato in nazionale e a fine stagione vinse il titolo di capocannoniere con 24 reti, cifra rilevante per i tornei a 16 squadre. A giugno 1978 Rossi fece parte della squadra italiana ai mondiali di calcio in Argentina, dove gli azzurri giunsero quarti e il centravanti realizzò tre gol.
Al ritorno in Italia, si dovette affrontare il nodo della comproprietà del calciatore con la Juventus, a posteriori un bivio fondamentale nelle vicende biancorosse di fine anni 1970. L'operazione si risolse solo alle buste, con cifre fino ad allora mai impegnate in una singola sessione di calciomercato: Farina offrì ben 2 612 510 000 lire per assicurarsi l'altra metà del cartellino di Pablito. Il notevole esborso si rivelò problematico per le risicate casse del Vicenza, ora costretta a cedere alcuni tra gli altri migliori elementi di Fabbri onde rientrare dell'investimento su «mister cinque miliardi» Rossi, oltreché ad affrontare il malumore del resto della rosa causa il diverso trattamento economico loro riservato. In questo difficile contesto, i progetti di Farina fallirono nel breve volgere di una stagione: al debutto europeo, la squadra fu eliminata al primo turno di Coppa UEFA 1978-1979 dai cecoslovacchi del Dukla Praga, mentre in campionato, dopo non avere mai trovato un vero ritmo di gioco, scivolò lentamente a fondo classifica fino a un'impronosticabile retrocessione. Il Lanerossi si ritrovò così in Serie B e, due anni dopo, addirittura in C1; magra consolazione fu la conquista, nella stagione 1981-1982, della Coppa Italia di Serie C.

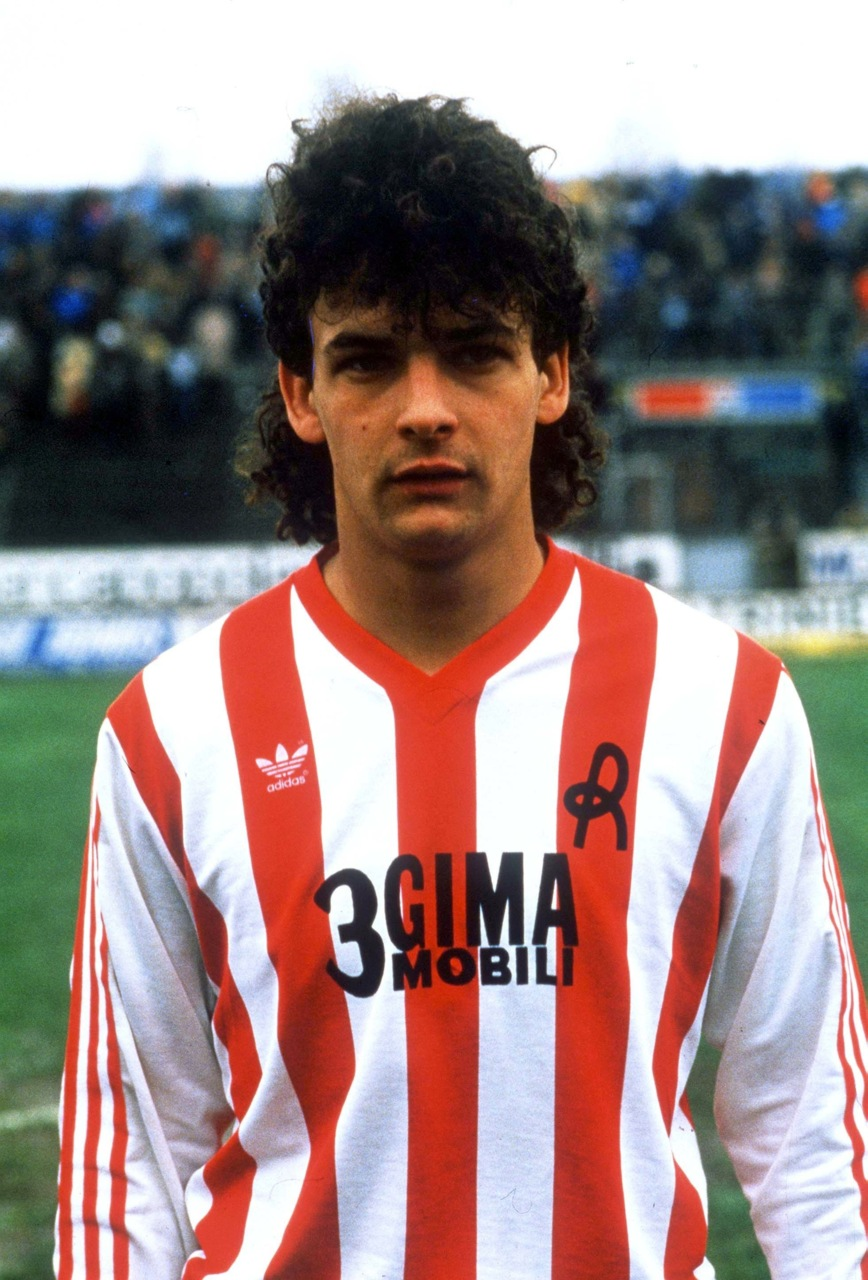
Un giovane Roberto Baggio in biancorosso nel campionato 1984-1985.

Il 16 giugno 1985, pur con la giovane stella Roberto Baggio assente per infortunio, sul campo neutro del Franchi di Firenze il Vicenza, guidato in panchina da Bruno Giorgi, tornò in Serie B dopo il vittorioso spareggio promozione contro il Piacenza. L'anno seguente, il terzo posto maturato tra i cadetti pareva aver riaperto ai vicentini le porte della massima serie, tuttavia la CAF annullò la promozione per il coinvolgimento del club in uno scandalo scommesse: il colpo fu forte per la piazza vicentina, tanto che nel 1987 si ricadde in Serie C1.
Nell'estate 1989 la società rilevata da Pieraldo Dalle Carbonare cambiò nome dando l'addio al Lanerossi e alla sua "R", divenendo Vicenza Calcio. Nella stagione 1989-1990 la squadra rischiò addirittura la retrocessione in Serie C2, in una travagliata annata segnata da ben tre cambi di guida tecnica. Il 7 giugno 1990 il Vicenza, guidato dalla bandiera Giulio Savoini, ottenne la salvezza nello spareggio contro il Prato sul campo neutro del Mazza di Ferrara, con il sostegno di un esodo di tifosi biancorossi che invasero la città estense. Nel 1990-1991 venne esonerato il tecnico Giuseppe Caramanno e subentrò Antonio Pasinato ma neanche lui riuscì a riportare il Vicenza in Serie B, obiettivo raggiunto due stagioni dopo con Renzo Ulivieri. Nel 1993-1994, l'allenatore toscano, pur senza grandi attaccanti, riuscì a salvare il Vicenza con un gioco corale che sarà la caratteristica di tutto quel periodo della squadra. Anche il suo successore, Francesco Guidolin, adottò una strategia volta a mettere in risalto le doti del gruppo e l'azione di tutta la squadra più che quella dei singoli giocatori.
L'anno successivo le prestazioni del capitano Giovanni Lopez, il terzino Gilberto D'Ignazio Pulpito e il mediano Domenico Di Carlo riportarono il Vicenza in massima serie, dove finì nono.

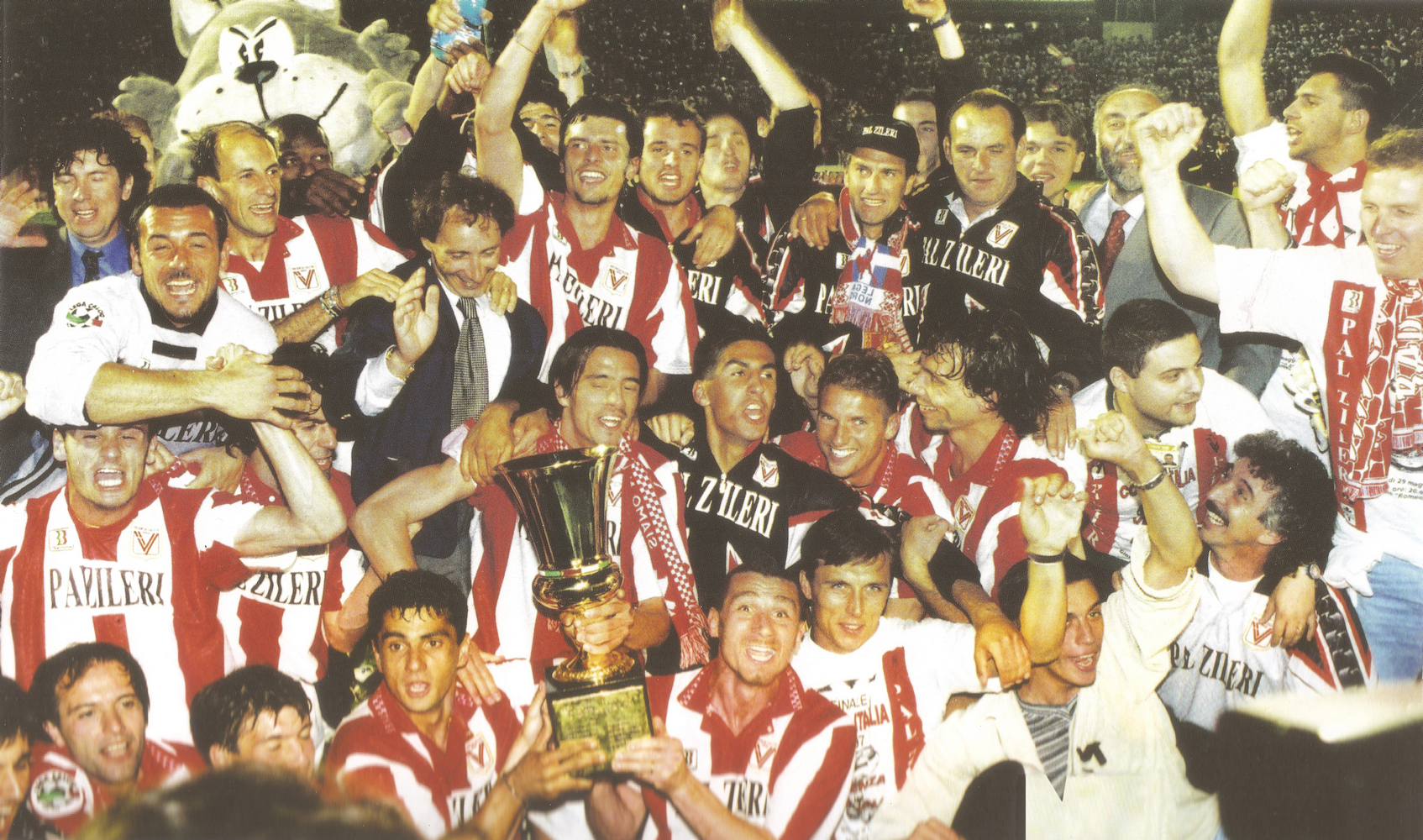
Giovedì 29 maggio 1997: la festa per la conquista della Coppa Italia 1996-1997.

Addirittura meglio andò l'anno seguente, quello della consacrazione. Stante un campionato molto positivo, in cui il Vicenza fu capace di ottenere memorabili vittorie ai danni delle "tre grandi" Juventus, Inter e Milan, oltreché veleggiare per varie giornate quale capo classifica, la squadra catalizzò l'interesse grazie al suo cammino da rivelazione in Coppa Italia, che culminò fino alla doppia finale contro il Napoli: all'andata al San Paolo i biancorossi cedettero per 1-0, ma al ritorno, il 29 maggio 1997 al Menti, Giampiero Maini pareggiò subito i conti; si andò quindi ai tempi supplementari dove furono Maurizio Rossi e Alessandro Iannuzzi a entrare nella storia della squadra, realizzando allo scadere i gol che sancirono il 3-0 finale e assegnando al Vicenza il più importante trofeo della sua storia.
Frattanto nell'estate 1997 la società petrolifera English National Investment Company rilevò la maggioranza del club biancorosso: il Vicenza divenne così la prima squadra italiana ad avere una proprietà straniera. Da detentori della coccarda tricolore, i biancorossi si guadagnarono il diritto di giocare, il 23 agosto 1997 allo stadio delle Alpi di Torino, la sfida di Supercoppa italiana, persa contro la Juventus. Nella stagione 1997-1998, dopo l'ottavo posto dell'anno prima, il Vicenza si salvò senza patemi, ma si lasciò un po' andare in campionato, distratto dall'impegno in Coppa delle Coppe dove, al contrario, sorprese spingendosi fino alle semifinali, estromesso solo dal Chelsea poi vincitore dell'edizione. Decisivo fu in ambito europeo l'apporto del bomber Pasquale Luiso, alla fine capocannoniere della manifestazione.
Con il sopravvenuto addio di Guidolin, l'annata successivo sancì la fine di questo ciclo, con una retrocessione seguita, però, da un'immediata promozione grazie alla vittoria del campionato di Serie B 1999-2000, con il tecnico Edoardo Reja in panchina e un prolifico attacco in cui si distinsero Gianni Comandini, il solito Luiso e il giovane Cristian Bucchi. Durò, tuttavia, solo un anno la permanenza in Serie A, poiché la stagione 2000-2001 si concluse con una nuova retrocessione tra i cadetti.

Una formazione biancorossa vincitrice del campionato di Serie B 1999-2000.

Nel dicembre 2004 avvenne il ritorno della società in mano di imprenditori locali e la nomina a presidente di Sergio Cassingena. Da questo momento la storia del Vicenza vide un decennio in Serie B fatto di salvezze in extremis e tre retrocessioni sul campo di cui due, nel 2005 e nel 2012, poi annullate grazie a sopraggiunti illeciti sportivi di altre squadre. Nel 2013 questo decennio si chiuse con il definitivo declassamento in terza serie a causa di ciclici problemi finanziari, che determinarono un pesante passivo nelle casse societarie. Negli anni in Serie C il Vicenza fu allenato dall'ex capitano biancorosso Lopez.
Al termine del campionato 2013-2014 il Vicenza perse i play-off contro il Savona per la promozione in serie cadetta, ma venne ripescato in Serie B in sostituzione del fallito Siena Nel campionato cadetto 2014-2015 la formazione si risollevò terminando al terzo posto, ma furono ancora fatali i play-off, stavolta contro il Pescara. Nel 2017 i biancorossi, nel frattempo rilevati da una nuova cordata di imprenditori vicentini, retrocesse in Serie C, fatto che acuì ulteriormente la crisi economica del club.
Dichiarato fallito e messo in esercizio provvisorio, nel 2018 il Vicenza rischiò addirittura la retrocessione in quarta serie, ma riuscì a salvarsi vincendo il doppio spareggio salvezza contro il Santarcangelo. Cessate definitivamente le attività sociali, il titolo sportivo del club viene ritirato dalla Federazione Italiana Giuoco Calcio.
A campionato concluso l'imprenditore Renzo Rosso acquistò il ramo societario dell'azienda biancorossa e lo conferì a un'altra squadra di sua proprietà, il Bassano, che grazie ad una deroga federale si trasferì a Vicenza e cambiò denominazione in L.R. Vicenza Virtus, ponendosi come erede de facto della storica tradizione calcistica vicentina. Il Vicenza poté così rimanere in Serie C ed iscriversi al campionato 2018-2019 utilizzando però la matricola sportiva del Bassano (questo a sua volta rifondato e ripartito dalle divisioni dilettantistiche venete). Il primo anno della gestione Rosso terminò con la qualificazione al primo turno dei play-off, disputato a Ravenna e terminato sull'1-1: ciò comportò l'eliminazione dei vicentini per via del peggiore piazzamento in classifica.
La stagione regolare 2019-2020, sotto la guida del tecnico Domenico Di Carlo, ex calciatore biancorosso, si interrompe in anticipo a causa della sospensione del campionato dovuta alla pandemia di COVID-19, ma, trovandosi al primo posto in classifica al momento dell'interruzione del torneo, il Vicenza viene dichiarato vincitore del girone B di Serie C dal Consiglio federale della Federazione Italiana Giuoco Calcio, che ufficializza la promozione del club in Serie B.
La stagione 2020-2021 vede i biancorossi centrare una tranquilla salvezza; nel mentre il 9 febbraio 2021 l'assemblea dei soci approva la modifica della denominazione sociale in L.R. Vicenza S.p.A.
Nel campionato 2021-2022 il Vicenza invece si ritrova nelle retrovie; il clima intorno alla squadra viene inoltre intaccato dai dissidi tra la tifoseria e la società, con i supporter che manifestano il proprio disappunto per la scarsità di risultati e l'assenza di dialogo, mentre la dirigenza a più riprese ribatte loro aspramente rimarcando i cospicui investimenti effettuati. Il Lane riesce a sventare la retrocessione diretta solo all'ultima giornata della stagione regolare, ma la discesa in Serie C viene infine sancita dal doppio confronto nei play-out contro il Cosenza.
Nuovamente nella stagione successiva la squadra rende al di sotto delle attese, subendo molte sconfitte che infine la privano della possibilità di lottare per la promozione diretta; al contempo tuttavia il 12 aprile il Vicenza vince la cinquantesima edizione della Coppa Italia di Serie C contro la Juventus Next Gen.
La stagione 2023/2024 si apre con il mister Aimo Diana alla guida della squadra biancorossa; dopo un girone di andata estremamente al di sotto delle aspettative, l'uscita dalla Coppa Italia di Serie C contro il Rimini e una tifoseria in piena contestazione, l'arrivo di Mister Stefano Vecchi in panchina cambia le cose, con il record di 23 risultati utili consecutivi. La striscia viene però interrotta dalla sconfitta nella finale play-off contro la Carrarese.
Il trend positivo di Stefano Vecchi sulla panchina del Vicenza continua anche la stagione successiva, chiudendo il campionato regolare ad 83 punti, che però non bastano contro gli 86 del Padova, che ottiene la promozione diretta. La promozione, per il Vicenza, non arriva nemmeno ai playoff, nei quali la squadra di Vecchi esce ancora una volta sconfitta, questa volta in semifinale contro la Ternana.

## Cronistoria

### Denominazioni
- 1902-1908 Associazione Del Calcio In Vicenza (ACIVI)
- 1908-1928 Associazione Del Calcio Di Vicenza (ACIVI) (L'ACIVI assorbe l'Olympia, altro club vicentino, 4 dicembre 1908)[7]
- 1928-1932 Associazione Calcio Vicenza (ACIVI) (L'ACIVI assorbe il Circolo Cotonificio Rossi, altro club vicentino, 1928)[30]
- 1932-1945 Associazione Fascista Calcio Vicenza (La denominazione "Associazione Fascista Calcio Vicenza" fu imposta da Benito Mussolini come tributo al suo partito, come per molte altre squadre di calcio o discipline sportive)[31]
- 1945-1953 Associazione Calcio Vicenza
- 1953-1967 Associazione Calcio Lanerossi Vicenza
- 1967-1989 Società Sportiva Lanerossi Vicenza S.p.A.
- 1989-2018 Vicenza Calcio S.p.A.[3][4]
- 2018-2021 L.R. Vicenza Virtus S.p.A.
- 2021- L.R. Vicenza S.p.A.[1]

## Colori e simboli

### Colori

Marcelo Otero in azione nel 1996 con la classica divisa del Vicenza: maglia palata biancorossa, con pantaloncini e calzettoni bianchi.

Sin dal 1902, i colori sociali del Vicenza sono il bianco e il rosso, le stesse tinte comunali della città veneta. La divisa utilizzata dalla squadra nelle sue partite casalinghe è tradizionalmente costituita da una maglia palata biancorossa, abbinata a pantaloncini e calzettoni bianchi, questi ultimi con risvolto rosso.
Nel corso della storia del club, l'uniforme vicentina ha subito varie modifiche. Inizialmente era sostanzialmente una camicia con pali molto stretti, abbinata a calzettoni rossi. Tra gli anni 1920 e 1930, oltre alla succitata maglia palata, erano in uso anche delle casacche bianche con fascia orizzontale rossa al centro del petto, o al contrario rosse con fascia centrale bianca, assieme a pantaloncini rossi; la fascia verrà eliminata nel decennio successivo, lasciando la divisa completamente bianca. Alla ripresa nel secondo dopoguerra, i vicentini sfoggiarono spesso una palatura più ampia rispetto a quella d'inizio Novecento.
Tra le annate 1963-1964 e 1966-1967 c'è stato poi il ritorno a una maglia dai pali molto fitti; nell'ultima stagione è stata indossata anche una maglia bianca con sbarra diagonale rossa. Dagli anni 1970 i pali verticali tornano a una larghezza standard; con la fine del decennio, inoltre, il Lanificio Rossi cominciò a fornire come seconde e terze maglie modelli con colori sgargianti, tra cui il verde, l'azzurro, il blu e il giallo, molto semplici e minimali, marchiate solo dalla classica "R" dell'azienda affissa sul petto.
Nella stagione 1981-1982 comparve sulle maglie biancorosse il primo sponsor ufficiale: la Yuma Jeans, che vi restò fino all'annata 1983-1984.

Domenico Di Carlo con la seconda maglia monocromatica bianca della stagione 1996-1997: in quell'annata quest'uniforme venne sfoggiata solamente in tre partite.

Fino alla stagione 1995-1996 la maglia presentava una palatura più fitta; mentre dalla stagione 1996-1997 alla stagione 1998-1999 la divisa appariva con meno pali.
Dall'introduzione dei cognomi (stagione 1995-1996) fino alla stagione 2006-2007, i numeri e i cognomi nelle maglie casalinghe del club furono neri. Altri colori dei numeri e dei cognomi sono stati il rosso (stagione 2007-2008), il bianco (stagioni 2008-2009, 2013-2014, 2014-2015, 2015-2016 e 2016-2017), il celeste (annate 2010-2011 e 2017-2018) e l'oro (annata 2011-2012).
Nella stagione 2012-2013 la seconda divisa verde fluorescente venne utilizzata talvolta anche come divisa dei portieri.
Per quanto riguarda le variazioni stilistiche, nelle terze maglie scure prodotte da Biemme e Lotto, utilizzate nella metà degli anni novanta, si segnalò il colletto bicromatico di bianco e rosso.
Nella Serie A 1996-1997 il portiere Luca Mondini, essendo appassionato di rugby, si concordò con il fornitore tecnico Biemme, nell'indossare diverse stravaganti maglie personalizzate a strisce orizzontali bicromatiche (biancoverdi, giallonere, bluarancioni e biancorosse).
La stagione 2001-2002 rappresentò per il Vicenza quella celebrativa dei primi cento anni dalla sua fondazione. Per celebrare la ricorrenza del centenario, la Umbro elaborò una divisa classica: la maglia ripresentò la comparsa della storica R a sinistra, e la mutazione del logo della V divenuta dorata per quella stagione e collocata al centro della maglia.
In tema di maglie rimane curioso quanto accadde il 4 ottobre 2008 allo Stadio Omobono Tenni di Treviso: la partita Cittadella-Vicenza iniziò con svariati minuti di ritardo in quanto l'arbitro Riccardo Tozzi fece cambiare ai calciatori berici la loro maglia, cromaticamente simile a quella del Cittadella, sicché il magazziniere del Vicenza corse ad acquistare delle maglie gialle fosforescenti in un negozio di Treviso fuori dallo stadio, con l'incoveniente della numerazione sbagliata che non corrispose a quella reale dei giocatori vicentini, oltre alla mancanza delle scritte dei cognomi sul retro.
Nella stagione 2016-2017 in occasione del 20º anniversario della conquista della Coppa Italia 1996-1997, sulla maglia del Vicenza fu presente uno stemma celebrativo per rievocare la storica vittoria della coccarda tricolore.
A partire dalla stagione 2020-2021 sul retro delle maglie, sopra ai cognomi è presente lo stemma provinciale al cui interno sono raffigurati ai quattro angoli i quattro sacrari militari della Prima guerra mondiale (l'Ossario del Pasubio, l'Ossario del Cimone, l'Ossario di Asiago e l'Ossario del Grappa), mentre al centro è racchiuso un palo d'oro sormontato dallo stemma cittadino costituito dalla croce bianca argentata su sfondo rosso.
Nella storia del Vicenza, per via dei prestigiosi traguardi raggiunti dalla squadra biancorossa, le due maglie storiche rimangono quella del Real Vicenza che sfiorò lo scudetto della stagione 1977-1978, e quella del Vicenza dei miracoli di Francesco Guidolin di metà anni novanta con lo sponsor Pal Zileri.
| Gli inizi | Anni 1920-1930 | Anni 1930-1940 | Anni 1940-1960 | Anni 1960-1970 | Anni 1970-oggi |

### Simboli ufficiali

#### Stemma
Dal 1902, anno di fondazione, alla stagione 1952-1953, il club utilizzò come simbolo uno scudo svizzero partito a sinistra con una croce bianca in campo rosso (mutuata dallo stemma araldico della città di Vicenza), a destra palato in bianco e rosso. La fascia cuspidale, su fondo bianco, recava la dicitura A.C. VICENZA a lettere stampatelle rosse.
Nella stagione 1953-1954 (a seguito del passaggio sotto il controllo della Lanerossi) subentrò un ancile troncato: nel campo superiore, su fondo bianco, s'inscriveva la mutata ragione sociale LANEROSSI A.C. VICENZA (a lettere stampatelle auree), mentre nel campo inferiore, su fondo palato di bianco e rosso, campeggiava la celebre R annodata (sempre color oro), simbolo dell'azienda tessile di Schio.
Vera protagonista della simbologia societaria (in quanto unico elemento a campeggiare sulle maglie da gioco), la R della Lanerossi rimase in uso fino alla stagione 1988-1989.
Nel 1989, a seguito della fine della "stagione Lanerossi" e del cambio di denominazione in Vicenza Calcio, l'artista Antonio "Toni" Vedù dell'Anonima Magnagati disegnò un nuovo emblema: di base si trattava di uno scudo francese moderno bianco bordato di rosso (salvo che nella parte superiore), quasi completamente occupato da una larga V rossa con all'interno una riga bianca, la quale sulla sinistra si tramutava in una croce (evocante l'araldica cittadina). In capo al tutto era apposta la dicitura VICENZA CALCIO 1902, a lettere rosse.
A seguito di un accordo con il gruppo Marzotto (divenutone frattanto proprietario), nella stagione 2001-2002 (in concomitanza col centenario di fondazione) la R della Lanerossi tornò a campeggiare sulle divise biancorosse. Previo rinnovo dell'accordo, dalla stagione 2006-2007 essa è tornata ad essere parte integrante delle maglie vicentine, diventando una sorta di "stemma secondario".
Nel 2018, a seguito del fallimento del Vicenza Calcio, la subentrante L.R. Vicenza Virtus di Renzo Rosso ha scelto di dismettere l'emblema del 1989 in favore del ripristino della sola R, che torna così ad essere l'effettivo stemma societario. A partire da essa è stato così concepito un nuovo identificativo (in uso solo per l'ambito amministrativo e comunicativo, ma non sulle maglie da gioco), nel quale il simbolo Lanerossi (colorato di rosso) è inserito in un cerchio (egualmente rosso) aperto nella parte superiore; al di sotto di esso campeggia l'epigrafe L.R. VICENZA 1902, a lettere stampatelle nere.

#### Inno
L'inno ufficiale della società è Inno biancorosso, inno della tifoseria, principale e storico. È il più antico e risale ai primi anni 1960. Venne realizzato su richiesta della proprietà del Lanerossi che, dopo essere stata la prima azienda italiana ad acquistare una squadra di calcio di Serie A, voleva lasciare un ulteriore segno nella storia calcistica vicentina. Questo inno si canta tuttora allo stadio (seppur con alcuni goliardici adattamenti operati dai tifosi). Nel 2018, a seguito della rifondazione del club, quest'inno è ritornato ad essere l'inno ufficiale, venendo eseguito nelle partite casalinghe.
Oltre a questo ci sono diverse altre canzoni:
- Grande Vicenza 1902-1992 90 anni, inno composto nel 1992 in occasione dei 90 anni di storia compiuti dal Vicenza;
- Cuore biancorosso, inno inciso a scopi benefici cantato nel 1997 dall'allenatore Francesco Guidolin e dai calciatori biancorossi, per celebrare la vittoria della Coppa Italia 1996-1997;
- Fedeli alla tribù, canzone scritta dal gruppo musicale punk rock vicentino Derozer in onore della trasferta del Vicenza allo Stamford Bridge di Londra contro il Chelsea nella semifinale di ritorno della Coppa delle Coppe 1997-1998;[52]
- Forza Vicenza avanti Vicenza forza Vicenza campione Vicenza, inno composto in anni recenti dall'argentino tifoso biancorosso Miguel Angel Regalado;
- Vicenza cuore biancorosso, inno composto dal deejay Manuel Negrin nel 2012 e cantato da Luca Menti; il titolo fu scelto tramite un sondaggio sul sito ufficiale del Vicenza Calcio, venendo fatto ascoltare negli Anni 2010 durante l'entrata in campo dei calciatori biancorossi allo stadio Menti e al termine delle partite.

#### Mascotte
Il Vicenza ha una propria mascotte ufficiale: Gatton Gattoni. La sua storia parte nel campionato di Serie B 1994-1995 quando un'agenzia pubblicitaria vicentina decise di creare un'immagine da associare alla squadra di calcio: si pensò di scegliere un personaggio fumettistico che sapesse riassumere un'immagine rappresentativa per i vicentini insieme a fiducia e sostegno per i colori biancorossi.
Venne scelto un gatto personificato in un giocatore con tanto di maglietta del Vicenza. A fine campionato il Vicenza venne promosso in Serie A e per questo Gatton Gattoni divenne subito il portafortuna della squadra e dei tifosi. Se inizialmente l'agenzia scelse di dare alla mascotte una veste esclusivamente cartacea (appariva sul giornale della squadra e sui volantini dei tifosi) e cartellonistica, si arrivò infine alla realizzazione di una mascotte alta due metri e mezzo che a ogni partita intratteneva gli spettatori passeggiando per il campo da gioco; Gatton Gattoni scese fisicamente in campo il 12 maggio 1996, durante l’ultima partita di campionato, giorno in cui il Vicenza pareggiò in casa 2-2 contro la Sampdoria. Poco tempo dopo in ogni iniziativa del Vicenza Calcio si richiedeva la presenza della mascotte ufficiale. La "passeggiata" del pupazzo continua ancora adesso prima di ogni partita disputata al "Menti".
Gatton Gattoni oggi è anche una linea dei prodotti di merchandising del Vicenza Calcio. La sua popolarità nel mondo del calcio è ormai nazionale oltre a essere stato il primo esempio di mascotte ufficiale di una società di serie A.

Gatton Gattoni, mascotte della squadra dal 1994, in una campagna contro la violenza allo stadio.
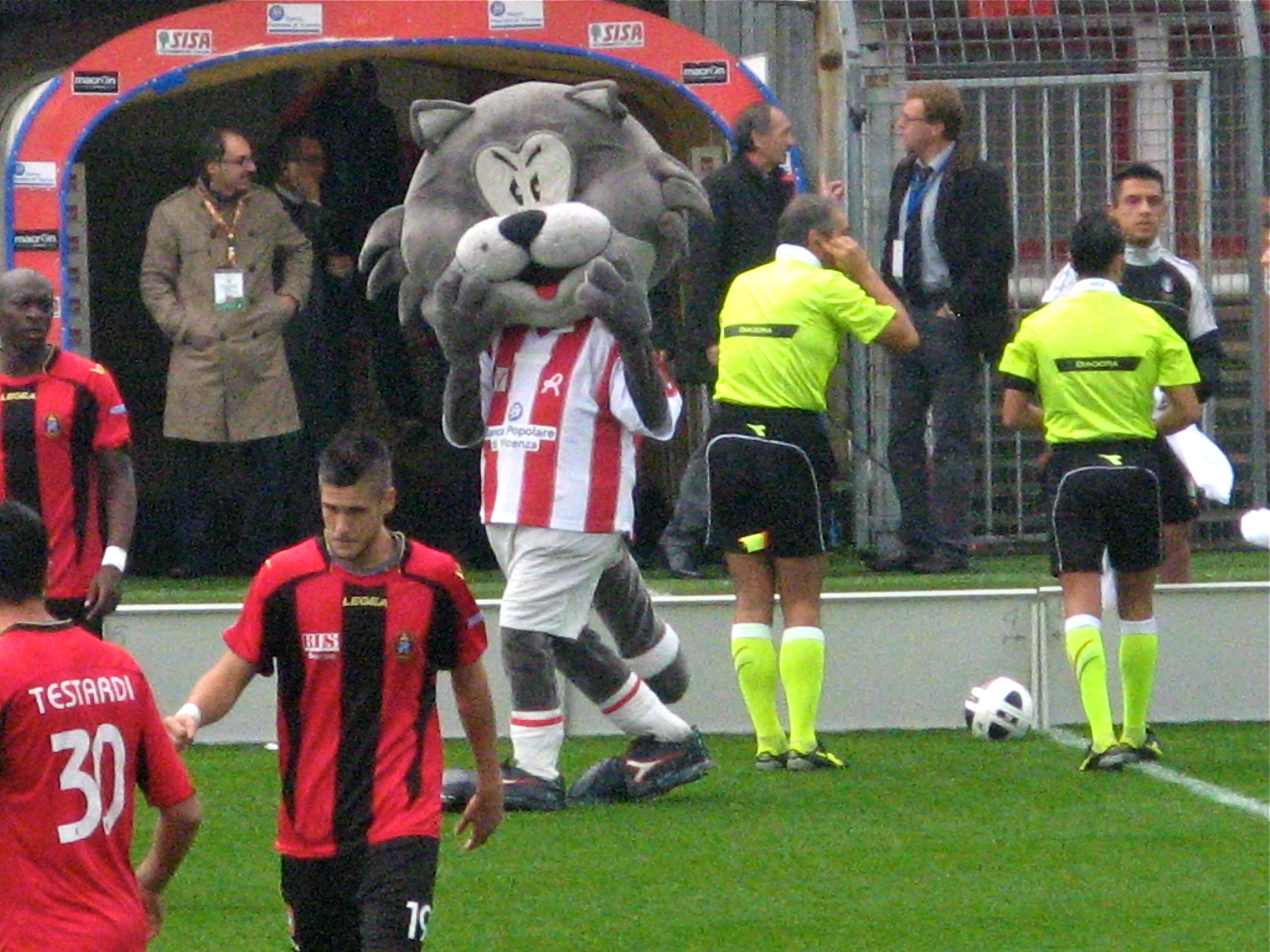
Gatton Gattoni in campo nella partita Vicenza-Virtus Lanciano, stagione 2012-2013

## Strutture

### Stadio

La partita con il record storico di spettatori al "Menti", con 31023 presenze, fu L.R. Vicenza- del 22 gennaio 1978 (0-0).

Il primo stadio in cui giocò l'allora A.C. Vicenza fu il campo di Borgo Casale, nella zona est della città. Si trattava di un semplice campo da calcio senza spalti né tribune dove i giocatori biancorossi mossero i primi passi. L'interruzione dovuta alla prima guerra mondiale, portò la società a ricercare una nuova zona dove disputare le partite.
Dal 1919 venne realizzato un nuovo stadio a San Felice (zona ovest del capoluogo) che, per l’epoca, era un impianto sportivo moderno, dotato di tribuna in legno con spogliatoi. Nel corso degli anni '20 la tribuna fu poi edificata in cemento e gli spogliatoi portati nello spazio sottostante. Fu inaugurato domenica 22 giugno 1919 con ila disputa del match amichevole Vicenza - Triestina. Era soprannominato "stadio dea carbonea" (stadio della carbonella) in quanto, per livellare i solchi lasciati dai tacchetti di ferro, si ricorreva a coprirli con carbonina e pirite prese dalle vicine fonderie.
Dal 1935 la squadra gioca le sue partite casalinghe allo stadio Romeo Menti, da sempre di proprietà comunale.
L'impianto fu chiamato inizialmente Campo Sportivo del Littorio, in linea con le influenze fasciste dell'epoca. Inaugurato in occasione della festa patronale dell'8 settembre con una partita tra il Vicenza e il Soroksár di Budapest, venne successivamente danneggiato dai bombardamenti durante la seconda guerra mondiale, ristrutturato in pochi mesi (con l'eliminazione della pista di atletica leggera) e ridenominato, nel 1946, in Comunale.
Dopo la tragedia di Superga in cui perse la vita Romeo Menti, vicentino di nascita oltreché ex calciatore del Vicenza, il comune decise, nel 1949, di intitolare l'impianto sportivo alla sua memoria.
Ha subito diverse ristrutturazioni e adeguamenti nel corso degli anni. È un tipico stadio "all'inglese", con tribune e gradinate molto vicine al campo.

### Centro di allenamento
Dal 2006 al 2017 la società utilizzò un moderno centro tecnico, situato ad Isola Vicentina, denominato Centro Tecnico Piermario Morosini. 

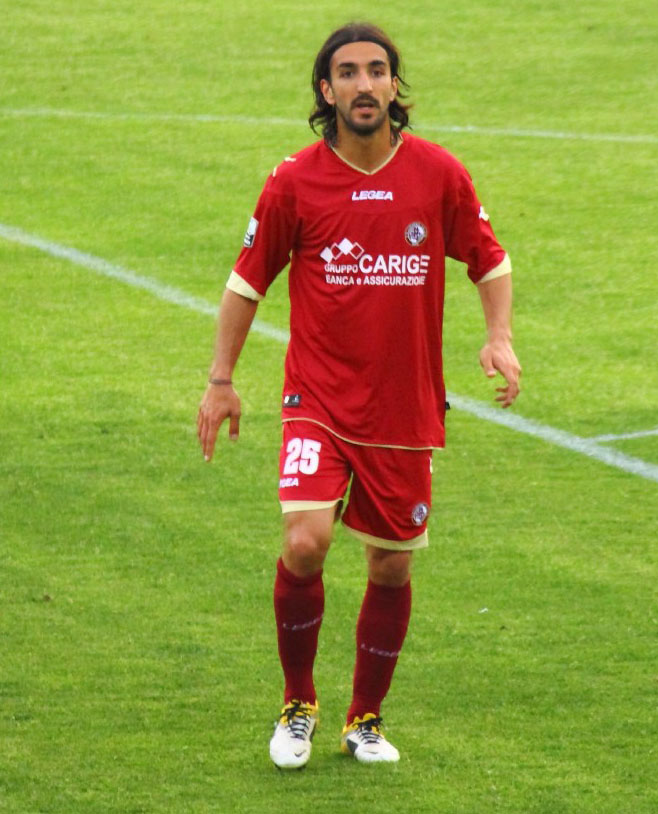
Piermario Morosini al quale era stato dedicato il vecchio centro di allenamento.

La struttura si sviluppava su un'area complessiva di 65000 m² e si divideva in due unità simmetriche, una riservata alla Prima Squadra con spogliatoi, magazzino, sale mediche, palestra e annessi uffici dirigenziali e sale riunioni e una sala conferenze, ed una dedicata al settore giovanile con i medesimi servizi, oltre ad una grande palestra regolamentare per il lavoro all'interno ed i maggiori eventi. All'esterno la superficie si strutturava in 5 campi di calcio per gli allenamenti, di cui 4 in erba e uno ulteriore in terra battuta.
Dopo la prematura scomparsa, la società decise di intitolare il Centro Tecnico a Piermario Morosini (già calciatore del Vicenza per tre stagioni).
A seguito del fallimento societario, il Centro Tecnico, che è stato sin dalla sua costruzione nel 2006 proprietà della società Sporting Club Isola srl (fallita anch'essa) per quanto riguarda la struttura e River srl per quanto riguarda i 5 campi di calcio, è stato abbandonato.
Dopo uno svolgimento degli allenamenti presso gli impianti sportivi comunali di Capovilla di Caldogno, da ottobre 2021 la prima squadra si allena nel nuovo centro tecnico denominato "Sporting Club 55" di proprietà della OTB Group, la holding che controlla la società biancorossa e localizzato a Fellette di Romano d'Ezzelino, alle pendici del Monte Grappa. Il nuovo impianto, che ospitava il settore giovanile già dal 2018, è dotato di un'area esclusiva per il LR Vicenza e un'altra area multifunzione aperta al pubblico, oltre ad una guest house dotata di sale e ambienti, in parte esclusivi e in parte comuni. Il centro sportivo è dotato di due campi regolamentari da calcio con tribuna, un campo da calciotto in erba sintetica, due campi da calcetto 6 vs 6 in erba sintetica, tre campi da calcetto 5 vs 5 in erba sintetica (coperti per la stagione invernale), sei campi da padel coperti per la stagione invernale, quattro campi da tennis in terra (di cui due coperti), due campi da beach volley, due piscine e una piscina idromassaggio. All'interno il centro presenta una palestra di 300 mq, un'area wellness con bagno turco e sale dedicate ai massaggi e terapie. Il centro si completa poi con spogliatoi, sale meeting e sale video per le riunioni e un'area bistrot.

## Società
La sede societaria si trova in largo Paolo Rossi 9, in una palazzina interna all'area dello Stadio Menti. Di fronte agli uffici societari si trova inoltre Casa Vicenza, una club house realizzata nel 2017 con area ospitality e sala stampa.

### Organigramma societario
Il L.R. Vicenza è una società per azioni; dal 29 maggio 2018 è di proprietà della vicentina OTB Group di Breganze, holding dell'imprenditore Renzo Rosso. Oltre al gruppo OTB (che detiene la quota di maggioranza), dal 18 febbraio 2019 sono soci del L.R. Vicenza diverse altre società o imprenditori vicentini, tra cui la Better Silver Spa, la Cleops Srl (società di investimenti della Zambon Group Farmaceutici), la Dainese Spa, Futura (holding della famiglia Chilese), Marcello Cestaro, OMIS Spa, Paolo Scaroni, Pelletterie Sagi Srl, QDB Srl, Rino Mastrotto e la SIPE Spa (Gruppo Maltauro).
| Staff dell'area amministrativa Area gestionale - Presidente: Stefano Rosso - Direttore generale: Werner Seeber - Direttore Sportivo: Piergiorgio Zamuner - Segretario Sportivo: Simone Marconato - Segreteria di Direzione : Sofia Pagiusco - Finance Manager: Elisabetta Alzeni - Amministrazione: Federico Marchesini, Stefano Bizzotto - Resp. Comunicazione e Marketing: Sara Vivian - Grafica: Stefano Sartore - Digital account: Francesco Salomon - Merchandising: Luca Franceschini - Resp. commerciale: Nicola Rossi - Sales: Vladimiro Arcoma, Federico Hanard - Segreteria Marketing e Commerciale: Giovanni Cittadin - Scouting: Riccardo Polacco - Ticketing: Giulia Pozzan - Centralino: Milica Stevanovic - Stadio e Logistica: Sergio Valerio, Roberto Filippi, Elena Giavatto - Magazzino : Ivana Spallino, Fabrizio Zordan, Paola Marenda - Delegato alla sicurezza: Gianluca Miozzi - R.S.P.P.: Giuseppe Gangi - S.L.O.: Michele Zanotto | Cronologia assetto societario - 1902-1953 Proprietà condivisa tra i giocatori - 1953-1989 Proprietà Lanerossi Spa - 1989-1997 Proprietà Dalle Carbonare - 1997-2004 Proprietà ENIC Plc - 2004-2016 Proprietà Finalfa Srl - 2016-2017 Proprietà Vi.Fin. Spa - 2017-2018 Tribunale fallimentare di Vicenza - 2018-attuale Proprietà OTB Group Spa |

### Sponsor
Di seguito l'elenco dei fornitori tecnici e degli sponsor ufficiali.
| Cronologia sponsor ufficiali - 1981-1984 Yuma Jeans - 1984-1985 TreGima Mobili - 1985-1987 Acqua Recoaro - 1987-1989 Pulitalia - 1989-1998 Pal Zileri - 1998-1999 Belfe - 1999-2000 Caffè Vero - 2000-2002 Artel - 2002-2005 Caffè Vero - 2005-2007 Acqua Recoaro - 2007-2009 Fiera di Vicenza - 2009-2010 Fiamm - 2010-2017 Banca Popolare di Vicenza - 2017-2018 Acciaierie Valbruna - 2018- Diesel | Cronologia sponsor tecnici - 1970-1971 Umbro - 1978-1992 Adidas - 1992-1995 Virma - 1995-1997 Biemme - 1997-1998 Lotto - 1998-1999 Biemme - 1999-2002 Umbro - 2002-2005 Biemme - 2005-2007 A-Line - 2007-2009 Diadora - 2009-2012 Max Sport - 2012-2018 Macron - 2018-2022 Lotto - 2022-2025 Fila - 2025- Hummel |

### Settore giovanile

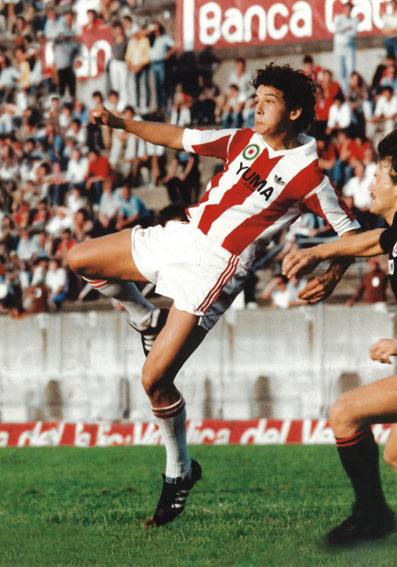
Un giovane Roberto Baggio, prodotto del vivaio vicentino, in acrobazia al Lanerossi nella stagione 1982-1983

Il settore giovanile della società vanta due vittorie consecutive nel Torneo di Viareggio, nel 1954 e nel 1955. Esso si suddivide in 4 ambiti: 
- Attività agonistica, che raggruppa le squadre che partecipano ai campionati Primavera o Berretti, allievi U17 e U16 e giovanissimi U15, U14 e U13;
- Attività di base, che raggruppa le squadre degli esordienti e pulcini;
- Scuola calcio, che raggruppa i primi calci (7-8 anni) e i "piccoli amici" (5-6 anni)
- Vicenza Academy, ovvero l'affiliazione di quasi 40 società calcistiche venete al Vicenza Calcio con lo scopo di valorizzarne i giovani talenti anche attraverso osservatori (ciascuno osservatore con una propria zona di lavoro anche extra regionale).

Nel corso dei decenni il vivaio biancorosso ha da sempre cresciuto numerosi calciatori che sono poi approdati in prima squadra, dagli albori del sodalizio fino a oggi. Tra coloro che hanno iniziato nel Vicenza si annoverano Roberto Baggio (ritenuto uno dei migliori giocatori della storia del calcio mondiale, vincitore del Pallone d'oro 1993), Gino Vallesella (primo capitano biancorosso nel periodo dei pionieri), i fratelli Umberto e Romeo Menti e il loro nipote Luigi (secondo di tutti i tempi per presenze e primo per apparizioni in massima serie con la maglia biancorossa), Alberto Marchetti (settimo di tutti i tempi per presenze e il terzo fra i bomber), Bruno Quaresima (decimo biancorosso di tutti i tempi per presenze e secondo fra i cannonieri), Mirko Pavinato, Giancarlo Fusato, Renzo Cappellaro, Nevio Scala, Massimo Briaschi, Giorgio Sterchele, Nicola Zanini, Paolo Zanetti e Luca Rigoni.
Tra la fine degli anni novanta e l'inizio degli anni duemila è da menzionare il vicentino Christian Maggio: cresciuto nel settore giovanile vicentino, esordì in prima squadra alla 1ª giornata della Serie A 2000-2001, affermandosi negli anni successivi altrove e in nazionale maggiore.
Le squadre giovanili si allenano a Vicenza negli impianti di via Gagliardotti, Stanga, Saviabona, San Pio X, Bertesinella e Pomari mentre a Bassano negli impianti di Cartigliano, Centro Giovanile e Sporting.
Negli ultimi anni diversi ex giocatori biancorossi a fine carriera hanno deciso di seguire i diversi ambiti del settore giovanile.
- Responsabile di settore: Michele Nicolin
- Segretario Settore Giovanile:: Gabriele Stevanin
- Responsabile Attività di Base Area Vicenza: Davide De Pretto
- Responsabile Attività di Base Area Bassano del Grappa: Claudio Conte
- Responsabile Tecnico Settore Giovanile: Lorenzo Simeoni
- Responsabile Scuola Calcio: Luigi Zanetti

Area tecnica attività agonistica
- Allenatore Primavera: Lorenzo Simeoni
  - Allenatore in seconda: Andrea Rabito
  - Dirigenti: Giuseppe Sammarco, Bortolo Broglio, Fulvio Benetti, Rino Quagliato
  - Coordinatore preparatori atletici: Paolo Guderzo
  - Preparatori dei portieri: Carlo Gelmetti, Massimo Mattiazzo, Mirko Muraro
  - Medico: Dr. Paolo Vialetto
  - Fisioterapisti: Dr. Agostino Padovan, Dr. Paolo Dal Ferro
  - Prevenzione e recupero infortuni: Beniamino Dalla Riva
  - Videoanalisti: Lorenzo Favaro, Alvise Scarpa
  - Sport mental trainer: Guido Bresolin
- Allenatore Under 17: Luca Rigoni
- Allenatore Under 16: Guido Belardinelli
- Allenatore Under 15: Diego Bistore

### La "Nobile Provinciale"
Il 25 aprile 2012 prende il via l'iniziativa della società cooperativa "Nobile Provinciale", con l'intento di creare un azionariato popolare per acquistare il Vicenza Calcio. Il nome deriva dall'appellativo che era stato coniato ai tempi del Lanerossi per identificare la squadra vicentina, capace di tener testa alle grandi squadre del calcio italiano. La "Nobile Provinciale" è patrocinata dal Comune e dalla provincia di Vicenza.

## Il Vicenza nella cultura di massa

Elena Sofia Ricci e Ugo Tognazzi nella tribuna dello Stadio Romeo Menti durante le riprese del film del 1987 Ultimo minuto.

Il Vicenza, essendo uno dei club italiani che hanno disputato il maggior numero di campionati di Serie A, è presente in varie opere della cultura italiana; sia in ambito cinematografico e televisivo che in quello musicale, svariando anche nel ludico dei videogiochi.
In ambito cinematografico, è degno di nota Ultimo minuto, film del 1987 diretto da Pupi Avati e interpretato da Ugo Tognazzi, Elena Sofia Ricci, Marco Leonardi e Diego Abatantuono; il Vicenza, lo Stadio Romeo Menti e la tifoseria della Curva Sud sono accreditati nei titoli di coda. In questa pellicola sia l'interno e l'esterno dello stadio vennero utilizzati come location per girare le riprese. I colori biancorossi della squadra protagonista del film e alcune caratteristiche ricollegano al Vicenza, emblema della classica squadra di provincia del calcio nazionale di quegli anni. Le riprese della curva vicentina vennero effettuate il 26 aprile 1987 durante la partita Vicenza-Cesena. Lo stadio è riconoscibile anche per la presenza degli striscioni biancorossi degli ultrà vicentini e del cartellone pubblicitario Pal Zileri collocato sopra al centro della Curva Sud.
Sempre sul grande schermo, nell'autunno del 2020 furono girate allo stadio Romeo Menti le riprese del film Mancino naturale, interpretato da Claudia Gerini, Katia Ricciarelli e Massimo Ranieri: il ragazzino protagonista, tifoso della squadra vicentina, è stato chiamato Paolo dai genitori in onore di Paolo Rossi.
Tito Buy, fondatore nel 1902 e primo presidente del Vicenza, è bisnonno dell'attrice Margherita Buy, mentre tra i tifosi più noti della squadra berica c'è l'attore Rocco Siffredi.
In ambito musicale, il gruppo musicale punk rock vicentino Derozer ha scritto la canzone Fedeli alla tribù in onore della trasferta del Vicenza allo Stamford Bridge di Londra contro il Chelsea nella semifinale di ritorno della Coppa delle Coppe 1997-1998. Al Vicenza è inoltre dedicata una canzone del 2018 della cantante Francesca Michielin, La Serie B, ispirata alla retrocessione nella serie cadetta nel 2001 della squadra biancorossa.
Tra gli altri media, l'album Calciatori Panini della stagione 1995-1996 utilizzò come copertina la foto del vicentino Gustavo Méndez mentre gareggia in velocità con George Weah nella gara Vicenza-Milan del 22 ottobre 1995; mentre il videogioco PC Calcio 5.0 della stagione 1996-1997 ha come copertina globale la foto del capitano biancorosso Giovanni Lopez alle prese con Christian Vieri, scattata durante la partita Juventus-Vicenza del 1º marzo 1997.

## Allenatori e presidenti

### Allenatori

Francesco Guidolin, l'allenatore del Vicenza che conquistò la Coppa Italia 1996-1997.

Sono 75 gli allenatori che dal 1902 hanno assunto la guida tecnica del Vicenza. Tra le loro nazionalità prevale quella italiana.
Il primo allenatore della storia biancorossa fu il professore Antonio Libero Scarpa, il quale guidò la squadra dal 1902 al 1908; sempre in quel periodo, dal 1903 al 1908 fu inoltre presidente del Vicenza.
A vantare il mandato tecnico più lungo è tuttora il vicentino Giulio Fasolo, rimasto alla guida della squadra per 10 stagioni di cui 7 consecutive, dal 1908-1909 al 1914-1915, ed in seguito all'attività sospesa tra il 1915 e il 1919 per l'esposizione in prima linea del territorio vicentino sul fronte della prima guerra mondiale, fu nuovamente allenatore dal 1919-1920 al 1921-1922. Giulio Fasolo fu allenatore quando la squadra vicentina sfiorò lo scudetto della stagione 1910-1911.
Negli anni venti e trenta furono parecchi gli allenatori stranieri, il primo della storia biancorossa fu l'austriaco Franz Sedlacek, il quale guidò la squadra nella stagione 1922-1923.
Tra gli allenatori stranieri, quelli che vantano il maggior numero di presenze sulla panchina biancorossa sono gli ungheresi Wilmas Wilhelm e Imre Janos Bekey e l'uruguaiano Hector Puricelli.
Un allenatore che ha segnato la storia biancorossa è stato G.B. Fabbri. Tecnico del Vicenza dal 1976 al 1979, fu alla guida della squadra vicentina che sfiorò lo scudetto della stagione 1977-1978. Il tecnico emiliano ebbe l'intuizione di spostare Paolo Rossi da ala destra a centravanti prolifico.
Francesco Guidolin allenò il Vicenza dal 1994 al 1998, vincendo la Coppa Italia 1996-1997, e raggiungendo la semifinale della Coppa delle Coppe 1997-1998. Negli anni a Vicenza predilesse normalmente il 4-4-2, mentre in alcune partite delicate, giocate sulla tattica difensiva, optò per il 4-5-1 e il 5-4-1.
Durante la guida di Edoardo Reja, al termine della stagione 1999-2000, la squadra conseguì l'ultima promozione in Serie A.
Sono stati sia calciatori che allenatori del Vicenza (in ordine cronologico): Giulio Fasolo, Aldo Casalini, Wilmas Wilhelm, Eraldo Bedendo, Pietro Spinato, Umberto Menti, Roberto Lerici, Antonio Pin, Chinesinho, Giulio Savoini, Ernesto Galli, Fabio Viviani, Giancarlo Camolese, Massimo Beghetto, Manlio Zanini, Alessandro Dal Canto, Giovanni Lopez, Nicola Zanini e Domenico Di Carlo.
Di seguito la lista degli allenatori dall'anno di fondazione a oggi.
- 1902-1908  Antonio Libero Scarpa
- 1908-1915  Giulio Fasolo
- Inattivo dal 1915 al 1919
- 1919-1922  Giulio Fasolo,  Aldo Casalini e  Pio Scala
- 1922-1923  Franz Sedlacek
- 1923-1924  Wilmas Wilhelm
- 1924-1928  Imre Bekey
- 1928-1931  Wilmas Wilhelm
- 1931-1933  Imre Bekey
- 1933-1934  Otto Krappan
- 1934-1936  József Viola
- 1936-1937  Walter Alt
- 1937-1939  András Kuttik
- 1939-1940  Eraldo Bedendo (1ª-?ª)
 Piero Spinato (?ª-30ª)
- 1940-1943  Piero Spinato
- 1943-1944  Italo Ferrero (1ª-?ª)
 Piero Spinato (?ª-?ª)
- Inattivo dal 1944 al 1945
- 1945-1947  Piero Spinato
- 1947-1948  Giovanni Vecchina (1ª-3ª)
 Piero Spinato (4ª-9ª)
 Elemér Berkessy (10ª-26ª)
 Giovanni Vecchina (27ª-42ª)
- 1948-1949  Carlo Rigotti (1ª-23ª)
 Elemér Berkessy (24ª)
 Wilmas Wilhelm (25ª-42ª)
- 1949-1950  Wilmas Wilhelm
- 1950-1951  Alfredo Mazzoni
- 1951-1953  Fulvio Bernardini
- 1953-1954  Fioravante Baldi (1ª-7ª)
 Aldo Campatelli (8ª-34ª)
- 1954-1955  Aldo Campatelli
- 1955-1956  Béla Guttman (1ª-26ª)
 Umberto Menti (27ª-34ª)
- 1956-1957  Piero Andreoli (1ª-24ª)
 Giovanni Varglien (25ª-34ª)
- 1957-1958  Giovanni Varglien (1ª-7ª)
 Roberto Lerici (8ª-34ª)
- 1958-1960  Roberto Lerici
- 1961-1962  Roberto Lerici (1ª-22ª)
 Manlio Scopigno (23ª-34ª)
- 1962-1965  Manlio Scopigno
- 1965-1966  Aldo Campatelli
- 1966-1967  Aldo Campatelli (1ª-8ª)
 Antonio Pin (9ª-29ª)
 Umberto Menti (30ª-38ª)
- 1967-1968  Arturo Silvestri
- 1968-1969  Umberto Menti (1ª-16ª)
 Héctor Puricelli (17ª-30ª)
- 1969-1971  Héctor Puricelli
- 1971-1972  Umberto Menti
- 1972-1973  Gianni Seghedoni (1ª-8ª)
 Héctor Puricelli (9ª-30ª)
- 1973-1974  Héctor Puricelli
- 1974-1975  Héctor Puricelli (1ª-25ª)
 Manlio Scopigno (26ª-30ª)
- 1975-1976  Manlio Scopigno (1ª-20ª)
 Chinesinho (21ª-38ª)
- 1976-1979  Giovan Battista Fabbri
- 1979-1980  Renzo Ulivieri
- 1980-1981  Giulio Savoini (1ª-8ª)
 Corrado Viciani (9ª-38ª)
- 1981-1982  Giancarlo Cadè
- 1982-1983  Giancarlo Cadè (1ª-?ª)
 Bruno Mazzia (?ª-34ª)
- 1983-1986  Bruno Giorgi
- 1986-1987  Tarcisio Burgnich (1ª-21ª)
 Alfredo Magni (22ª-38ª)
- 1987-1988  Francesco Paolo Specchia (1ª-7ª)
 Ernesto Galli (8ª-34ª)
- 1988-1989  Ernesto Galli (1ª-10ª)
 Battista Rota (11ª-30ª)
 Ernesto Galli (31ª-34ª)
- 1989-1990  Romano Fogli (1ª-17ª)
 Sergio Gasparin (18ª-29ª)
 Giulio Savoini (30ª-34ª e spareggio)
- 1990-1991  Giuseppe Caramanno (1ª-23ª)
 Antonio Pasinato (24ª-34ª)
- 1991-1994  Renzo Ulivieri
- 1994-1998  Francesco Guidolin
- 1998-1999  Franco Colomba (1ª-19ª)
 Edoardo Reja (20ª-34ª)
- 1999-2001  Edoardo Reja
- 2001-2002  Eugenio Fascetti (1ª-18ª)
 Adelio Moro e  Fabio Viviani (19ª-38ª)
- 2002-2003  Andrea Mandorlini
- 2003-2004  Giuseppe Iachini
- 2004-2005  Maurizio Viscidi (1ª-31ª)
 Gianfranco Bellotto (32ª-34ª)
 Maurizio Viscidi (35ª-38ª e play-out)
- 2005-2006  Giancarlo Camolese
- 2006-2007  Giancarlo Camolese (1ª-5ª)
 Angelo Gregucci (6ª-42ª)
- 2007-2009  Angelo Gregucci
- 2009-2010  Rolando Maran (1ª-32ª)
 Nedo Sonetti (33ª-35ª)
 Rolando Maran (36ª-42ª)
- 2010-2011  Rolando Maran
- 2011-2012  Silvio Baldini (1ª-7ª)
 Luigi Cagni (8ª-29ª)
 Massimo Beghetto e  Manlio Zanini (30ª-37ª)
 Luigi Cagni (38ª-42ª e play-out)
- 2012-2013  Roberto Breda (1ª-23ª)
 Alessandro Dal Canto (24ª-42ª)
- 2013-2014  Giovanni Lopez
- 2014-2015  Giovanni Lopez (1ª-11ª)
 Pasquale Marino (12ª-42ª e play-off)
- 2015-2016  Pasquale Marino (1ª-32ª)
 Franco Lerda (33ª-42ª)
- 2016-2017  Franco Lerda (1ª-7ª)
 Pierpaolo Bisoli (8ª-36ª)
 Vincenzo Torrente (37ª-42ª)
- 2017-2018  Alberto Colombo (1ª-15ª)
 Nicola Zanini (16ª-32ª)
 Franco Lerda (33ª-38ª)
 Nicola Zanini (play-out)
- 2018-2019  Giovanni Colella (1ª-19ª)
 Michele Serena (20ª-28ª)
 Giovanni Colella (29ª-38ª e play-off)
- 2019-2021  Domenico Di Carlo
- 2021-2022  Domenico Di Carlo (1ª-5ª)
 Cristian Brocchi (6ª-34ª)
 Francesco Baldini (35ª-38ª e play-out)
- 2022-2023  Francesco Baldini (1ª-12ª)
 Francesco Modesto (13ª-32ª)
 Dan Thomassen (33ª-38ª e play-off)
- 2023-2024  Aimo Diana (1ª-18ª) 
 Stefano Vecchi (19ª-38ª e play-off)
- 2024-2025  Stefano Vecchi
- 2025  Fabio Gallo

### Presidenti

I fondatori del Vicenza: Tito Buy (seduto al centro) e Antonio Libero Scarpa (alla sua sinistra), rispettivamente primo e secondo presidente della squadra biancorossa.

Il Vicenza ha avuto svariati presidenti illustri e dalle personalità assai spiccate sin dalle origini, parecchi dei quali membri dell'aristocrazia vicentina.
La squadra fu fondata dal patriota e garibaldino Tito Buy, primo presidente nel 1902, assieme al presidente onorario, il conte e deputato Felice Piovene.
Il generale e politico Augusto Bucchia fu presidente quando la squadra sfiorò lo scudetto della stagione 1910-1911.
Negli anni successivi altre personalità spiccate furono l'ingegnere Virginio Tonini, il tenente generale Luigi Maglietta, l'onorevole deputato e pilota automobilistico Tullio Cariolato, il mecenate e marchese Antonio Roi (negli anni venti, trenta e quaranta), il conte e notaio Tommaso Valmarana (negli anni trenta e cinquanta), il nobile Ludovico Thiene (a cavallo tra gli anni quaranta e cinquanta), l'accademico Franco Barbieri, il nobile e grande ufficiale Rodolfo Gavazzi (proprietario del colosso laniero Lanerossi), il politico Delio Giacometti e l'accademico e storico Virgilio Marzot.
Giuseppe Farina è il presidente della squadra biancorossa che sfiorò lo scudetto della stagione 1977-1978. La sua è stata la presidenza più duratura della storia del club, rimanendo in carica alla guida del Vicenza per dodici anni, dal 1968 al 1980.
Pieraldo Dalle Carbonare fu presidente negli anni ottanta e novanta nella risalita dalla Serie C alla Serie A, periodo culminato con la conquista della Coppa Italia 1996-1997.
Sotto la presidenza del fondatore di Pal Zileri, l'imprenditore Aronne Miola, al termine della stagione 1999-2000 i biancorossi ottennero l'ultima promozione in Serie A.
Di seguito la lista dei presidenti dall'anno di fondazione a oggi.
- 1902  Tito Buy (primo presidente e fondatore)[102]
 Felice Piovene (presidente onorario)[103]
- 1903-1908  Antonio Libero Scarpa
- 1908-1911  Augusto Bucchia
- 1911-1915  Virginio Tonini
- 1915-1919 – Attività sospesa per l'esposizione in prima linea del territorio berico sul fronte della prima guerra mondiale.
- 1919  Cristiano Friederecksen
- 1919-1920  Giacomo Sartea
- 1920-1921  Luigi Maglietta
 Riccardo Sebellin
- 1921-1925  Riccardo Sebellin
- 1925-1926  Amilcare Schiavo
- 1926-1928  Tullio Cariolato
- 1928-1931  Antonio Roi
- 1931-1934  Vasco Barbieri
- 1934-1935  Tommaso Valmarana
- 1935  Mario Pittarello
- 1936  Antonio Roi
- 1936-1937  Antonio Monti e  Mario Pittarello
- 1937-1939  Antonio Roi,  Tommaso Valmarana,  Vittorio Zanini e  Mario Pittarello
- 1939-1941  Nino Vetra
- 1941-1942  Dino Guzzo
- 1942  Giuseppe Del Conte
- 1942-1944  Antonio Roi
- 1945-1946  Tiziano Morando
- 1946-1949  Silvio Griggio
- 1949-1950  Ludovico di Thiene
- 1950-1951  Ludovico di Thiene,  Silvio Griggio,  Tommaso Valmarana e  Franco Barbieri
- 1951-1952  Silvio Griggio
- 1952-1953  Italo Festa
- 1953-1956  Rodolfo Gavazzi
- 1956-1957  Fedele Lampertico
- 1957-1963  Pietro Maltauro
- 1963-1967  Delio Giacometti
- 1968-1980  Giuseppe Farina
- 1980-1981  Giuseppe Farina e  Francesco Farina
- 1981-1986  Dario Maraschin
- 1986-1987  Romano Pigato
- 1987-1988  Marino Molon
- 1988-1989  Gastone Celin
- 1989-1996  Pieraldo Dalle Carbonare
- 1996-1997  Pieraldo Dalle Carbonare
 Gianni Sacchetto[104]
 Luigi Arena (pro tempore)[105]
 Virgilio Marzot[106]  (amministratore unico, nominato dal custode giudiziario Giuseppe Iannaccone)[107]
- 1997-1998  Virgilio Marzot (pro tempore)[108]
 Paolo Scaroni[109][110][111][112]
- 1998-1999  Paolo Scaroni
 Aronne Miola[113]
- 1999-2004  Aronne Miola
- 2004-2008  Sergio Cassingena
- 2008-2009  Gian Luigi Polato
- 2009-2010  Sergio Cassingena
- 2010-2011  Danilo Preto
- 2011-2012  Sergio Cassingena
- 2012-2013  Massimo Masolo
- 2013-2015  Tiziano Cunico
- 2015-2016  Gian Luigi Polato
- 2016-2017  Alfredo Pastorelli
- 2017-2018  Marco Franchetto
 Nerio De Bortoli (curatore fallimentare)
- 2018-  Stefano Rosso

## Calciatori

Paolo Rossi, miglior marcatore della Serie A 1977-1978, annata del secondo posto in classifica.

Tra i giocatori che hanno vestito la maglia biancorossa, il Vicenza ha lanciato nel mondo del calcio due futuri Palloni d'oro: Paolo Rossi e Roberto Baggio. La maggior parte dei calciatori ad essere scesi in campo con la maglia del Vicenza è di nazionalità italiana.
Gino Vallesella (primo capitano del Vicenza) fu la bandiera della squadra che giunse a giocare la finale nazionale per lo scudetto 1910-1911 contro la Pro Vercelli.

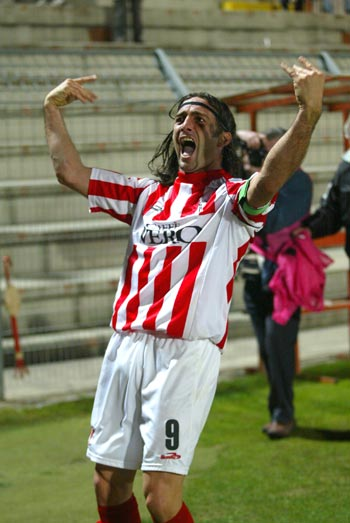
Stefan Schwoch, il calciatore più prolifico nella storia della Serie B.

Tra i calciatori italiani di rilievo che hanno militato nella squadra biancorossa figurano: Giulio Savoini, Ferruccio Valcareggi, Azeglio Vicini, Franco Luison, Mario David (primo calciatore biancorosso a giocare con la nazionale), Agostino Di Bartolomei, Massimo Ambrosini, Simone Padoin, oltreché i campioni del mondo 2006 Luca Toni, Cristian Zaccardo e Marco Amelia.
Tra i calciatori più importanti nati in provincia di Vicenza, oltre a Roberto Baggio e ai pionieri dei primi anni dalla fondazione del sodalizio vicentino, si ricordano Silvio Griggio, Pietro Spinato (miglior cannoniere di tutti i tempi del Vicenza), Umberto Menti, Romeo Menti, Luigi Menti, Bruno Quaresima, Alfonso Santagiuliana, Sergio Campana, Mariano Rossi, Alberto Marchetti, Gianfranco Volpato, Mirko Pavinato, Renzo Cappellaro, Giorgio De Marchi, Giancarlo Fusato, Adriano Bardin, Nevio Scala e Massimo Briaschi.
Il goleador brasiliano Luís Vinício conquistò la classifica cannonieri della Serie A 1965-1966 con 25 reti restando tuttora il calciatore straniero ad aver segnato più gol nel Lanerossi.
Nel decennio successivo, negli anni 1970 si ricordano soprattutto i protagonisti del Real Vicenza che sfiorarono lo scudetto della Serie A 1977-1978, trascinati dal centravanti Paolo Rossi: Pablito si laureò capocannoniere del campionato con 24 reti e divenne il calciatore del Vicenza più prolifico con la maglia della Nazionale italiana con 7 gol.
Negli anni 1990 si ricordano i giocatori che si aggiudicarono la Coppa Italia 1996-1997, fra i quali i due uruguaiani Marcelo Otero e Gustavo Méndez, entrambi vincitori della Copa América 1995. Il centravanti Pasquale Luiso divenne il capocannoniere della Coppa delle Coppe 1997-1998 con otto marcature, inflitte a tutte le quattro squadre europee affrontate.
Tra il 2001 e il 2008 in Serie B vi militò Stefan Schwoch che con 135 marcature complessive è attualmente il marcatore più prolifico di tutti i tempi nella storia della serie cadetta.

### Capitani
- ... (1902-1950)
- Alberto Marchetti (1950-1952)
- Alfonso Santagiuliana (1952-1954)
- Renato Miglioli (1954-1956)
- Gino Giaroli (1956-1958)
- Giulio Savoini (1958-1966)
- Sergio Campana (1966-1967)
- Sergio Carantini (1967-1969)
- Gianfranco Volpato (1969-1970)
- Chinesinho (1970-1971)
- Mario Maraschi (1971-1972)
- Ugo Ferrante (1972-1976)
- Renato Faloppa (1976-1979)
- Luciano Marangon (1979-1980)
- Paolo Rosi (1980-1981)
- Gianni Bottaro (1981-1982)
- Alberto Bigon (1982-1984)
- Paolo Mazzeni (1984-1987)
- Antonio Rondon (1987-1988)
- Giuseppe Mascheroni (1988-1989)
- Angelo Trevisan (1989-1990)
- Giancarlo Camolese (1990-1991)
- Giovanni Lopez (1991-1997)
- Domenico Di Carlo (1997-1999)
- Fabio Viviani (1999-2001)
- Massimo Beghetto (2001)
- Maurizio Rossi (2001)
- Fabio Firmani (2001)
- Davide Belotti (2001-2002)
- Gabriele Ambrosetti (2002)
- Stefan Schwoch (2002-2008)
- Antonino Bernardini (2008-2010)
- Marco Zanchi (2010-2012)
- Daniele Martinelli (2012-2013)
- Valeri Božinov (2013)
- Simone Tiribocchi (2013-2014)
- Alessandro Camisa (2014-2015)
- Antonio Cinelli (2015-2016)
- Nicolò Brighenti (2016)
- Stefano Giacomelli (2016-2018)
- Nicola Bizzotto (2018-2019)
- Stefano Giacomelli (2020-2023)
- Mario Ierardi (2023-2024)
- Vladimir Golemić (2024)
- Filippo Costa (2025-...)

### Il Vicenza e le nazionali di calcio

Mario David con la maglia del L.R. Vicenza, in Serie A, negli anni 1950: fu il primo calciatore biancorosso a giocare con la nazionale.

Di seguito i giocatori nella rosa del Vicenza che hanno giocato con la Nazionale maggiore; il debutto e il numero di presenze quando indossavano la maglia biancorossa.
| Giocatore       | Data             | Partita debutto      | Risultato | Presenze | Gol |
| --------------- | ---------------- | -------------------- | --------- | -------- | --- |
| Mario David     | 23 marzo 1958    | Austria – Italia     | 3 – 2     | 1        | 0   |
| Giorgio Puia    | 11 novembre 1962 | Austria – Italia     | 1 – 2     | 2        | 0   |
| Paolo Rossi     | 21 dicembre 1977 | Belgio – Italia      | 0 – 1     | 14       | 7   |
| Giampiero Maini | 4 agosto 1997    | Italia – Inghilterra | 0 – 2     | 1        | 0   |

Di seguito i giocatori nella rosa del Vicenza che hanno giocato con la Nazionale Under-23; il debutto e il numero di presenze quando indossavano la maglia biancorossa.
| Giocatore           | Data           | Partita debutto  | Risultato | Presenze | Gol |
| ------------------- | -------------- | ---------------- | --------- | -------- | --- |
| Alessandro Iannuzzi | 19 giugno 1997 | Italia – Albania | 4 – 0     | 1        | 1   |

Di seguito i giocatori nella rosa del Vicenza che hanno giocato con la Nazionale Under-21; il debutto e il numero di presenze quando indossavano la maglia biancorossa.
| Giocatore          | Data              | Partita debutto                        | Risultato | Presenze | Gol |
| ------------------ | ----------------- | -------------------------------------- | --------- | -------- | --- |
| Nevio Scala        | 1º novembre 1969  | Italia under 21 – Ungheria under 21    | 2 – 1     | 1        | 0   |
| Oscar Damiani      | 19 novembre 1969  | Paesi Bassi under 21 – Italia under 21 | 2 – 0     | 3        | 0   |
| Andrea Cisco       | 6 dicembre 1970   | Polonia under 21 – Italia under 21     | 2 – 0     | 1        | 0   |
| Paolo Rossi        | 16 novembre 1976  | Italia under 21 – Francia under 21     | 4 – 0     | 10       | 5   |
| Massimo Briaschi   | 20 settembre 1978 | Spagna under 21 – Italia under 21      | 0 – 1     | 3        | 0   |
| Francesco Cozza    | 22 febbraio 1995  | Italia under 21 – Estonia under 21     | 1 – 0     | 1        | 0   |
| Alessandro Pistone | 5 ottobre 1995    | Croazia under 21 – Italia under 21     | 2 – 2     | 1        | 0   |
| Luigi Sartor       | 3 ottobre 1996    | Francia under 21 – Italia under 21     | 0 – 1     | 6        | 0   |
| Massimo Ambrosini  | 10 settembre 1997 | Georgia under 21 – Italia under 21     | 2 – 0     | 4        | 0   |
| Francesco Coco     | 10 settembre 1997 | Georgia under 21 – Italia under 21     | 2 – 0     | 1        | 0   |
| Roberto Baronio    | 25 marzo 1998     | Malta under 21 – Italia under 21       | 0 – 1     | 1        | 1   |
| Fabio Firmani      | 25 marzo 1998     | Malta under 21 – Italia under 21       | 0 – 1     | 7        | 1   |
| Gianni Comandini   | 8 settembre 1999  | Italia under 21 – Danimarca under 21   | 3 – 1     | 8        | 2   |
| Gennaro Scarlato   | 31 marzo 1999     | Italia under 21 – Bielorussia under 21 | 4 – 1     | 3        | 1   |
| Christian Maggio   | 20 agosto 2002    | Italia under 21 – Germania under 21    | 0 – 2     | 2        | 0   |
| Davide Biondini    | 11 maggio 2004    | Italia under 21 – Polonia under 21     | 3 – 1     | 2        | 0   |
| Simone Padoin      | 15 agosto 2006    | Italia under 21 – Croazia under 21     | 0 – 0     | 7        | 0   |
| Gabriele Paonessa  | 12 dicembre 2006  | Italia under 21 – Lussemburgo under 21 | 2 – 0     | 2        | 1   |
| Piermario Morosini | 21 agosto 2007    | Italia under 21 – Francia under 21     | 2 – 1     | 16       | 0   |
| Davide Bottone     | 18 novembre 2008  | Germania under 21 – Italia under 21    | 1 – 0     | 2        | 0   |
| Davide Brivio      | 12 agosto 2009    | Russia under 21 – Italia under 21      | 3 – 2     | 2        | 0   |
| Francesco Signori  | 12 agosto 2009    | Russia under 21 – Italia under 21      | 3 – 2     | 1        | 0   |
| Gianvito Misuraca  | 17 novembre 2010  | Italia under 21 – Turchia under 21     | 2 – 1     | 4        | 0   |

Di seguito i giocatori nella rosa del Vicenza che hanno giocato con la Nazionale olimpica; l'Olimpiade e il numero di presenze quando indossavano la maglia biancorossa.
| Giocatore        | Olimpiade                 | Presenze | Gol |
| ---------------- | ------------------------- | -------- | --- |
| Massimo Briaschi | Olimpiadi di Mosca 1980   | 1        | 0   |
| Luigi Sartor     | Olimpiadi di Atlanta 1996 | 1        | 0   |

Di seguito i giocatori stranieri convocati nelle rispettive nazionali maggiori durante la militanza nel Vicenza.
| Nazionale     | Giocatore          | Periodo   |
| ------------- | ------------------ | --------- |
| Argentina     | Francisco Lojacono | 1956      |
| Brasile       | Bruno Siciliano    | 1960      |
| Paesi Bassi   | Piet Kruiver       | 1961-1962 |
| San Marino    | Claudio Maiani     | 1986      |
| Svezia        | Joachim Björklund  | 1995-1996 |
| Uruguay       | Marcelo Otero      | 1995-1999 |
| Uruguay       | Gustavo Méndez     | 1995-1999 |
| Sierra Leone  | Mohamed Kallon     | 2000-2001 |
| Croazia       | Stjepan Tomas      | 2000-2002 |
| Paraguay      | Julio González     | 2001-2004 |
| Togo          | Mohamed Kader      | 2002      |
| Australia     | Paul Okon          | 2003      |
| Venezuela     | Massimo Margiotta  | 2004-2005 |
| Uzbekistan    | Ilyos Zeytullayev  | 2007      |
| Ungheria      | Zsolt Laczkó       | 2012-2013 |
| Bulgaria      | Valeri Božinov     | 2013      |
| Nuova Zelanda | Jesse Edge         | 2014      |
| Montenegro    | Filip Raičević     | 2016      |
| Guinea-Bissau | Janio Bikel        | 2022      |

### Maglie ritirate
Sono stati ritirati i seguenti numeri di maglia:
- 3  Giulio Savoini, difensore del Vicenza tra il 1953 e il 1966, allenatore dei biancorossi nel 1981 e nel 1990, scomparso nel 2015.[117][118][119]
- 25  Piermario Morosini, centrocampista del Vicenza tra il 2007 e il 2009 e nel 2011, deceduto nel 2012.[120][121]

## Palmarès

29 maggio 1997: il capitano Giovanni Lopez solleva la Coppa Italia 1996-1997.

Di seguito è presentato il palmarès della società; si tiene conto esclusivamente di competizioni nazionali e confederali. Tra i trofei non confederali ma comunque significativi, si segnalano la Benelux Cup dell'edizione 1959-1961 e la Uhrencup dell'edizione 1965; a livello giovanile annovera inoltre alcune prestigiose affermazioni quali il Torneo Città di Arco nelle edizioni 1974, 1979 e 1980, e il Torneo Città di Vignola nell'edizione 1978.

### Competizioni nazionali
- Coppa Italia: 1

1996-1997

### Altre competizioni
- Serie B: 3

1954-1955; 1976-1977; 1999-2000
- Coppa Italia Serie C: 2

1981-1982; 2022-2023
- Campionato emiliano-veneto: 2

1910-1911, 1912-1913
- Serie C: 2

1939-1940 (girone A, girone finale B); 2019-2020 (girone B)

### Competizioni giovanili
- Torneo di Viareggio: 2

1954, 1955
- Campionato Cadetti: 1

1954-1955
- Campionato Nazionale Under-17: 1

2022-2023 (Serie C)

### Onorificenze
- Stella d'oro al merito sportivo: 2000[124]

## Statistiche e record

### Partecipazione ai campionati
| Livello | Categoria                | Partecipazioni | Debutto   | Ultima stagione | Totale |
| ------- | ------------------------ | -------------- | --------- | --------------- | ------ |
| 1º      | Prima Categoria          | 4              | 1910-1911 | 1914-1915       | 36     |
| 1º      | Prima Divisione          | 1              | 1921-1922 | 1921-1922       | 36     |
| 1º      | Serie A                  | 30             | 1942-1943 | 2000-2001       | 36     |
| 1º      | Divisione Nazionale      | 1              | 1945-1946 | 1945-1946       | 36     |
| 2º      | Seconda Divisione        | 3              | 1922-1923 | 1925-1926       | 40     |
| 2º      | Serie B                  | 37             | 1933-1934 | 2021-2022       | 40     |
| 3º      | Seconda Divisione        | 3              | 1926-1927 | 1928-1929       | 29     |
| 3º      | Prima Divisione          | 3              | 1930-1931 | 1932-1933       | 29     |
| 3º      | Serie C                  | 11             | 1935-1936 | 2025-2026       | 29     |
| 3º      | Serie C1                 | 10             | 1981-1982 | 1992-1993       | 29     |
| 3º      | Lega Pro Prima Divisione | 1              | 2013-2014 | 2013-2014       | 29     |
| 4º      | Seconda Divisione        | 1              | 1929-1930 | 1929-1930       | 1      |

In 103 stagioni sportive dall'esordio a livello nazionale l'11 giugno 1911, compresi 6 tornei di Prima Categoria Nazionale e Prima Divisione e Divisione Nazionale (A), 3 tornei di Seconda Divisione (B), e 3 tornei del Direttorio Inferiore Nord di terzo livello (C) e 1 di quarto livello (D). Sono escluse dal computo le 4 annate in cui il Vicenza disputò unicamente campionati regionali: le stagioni 1911-1912, 1919-1920 e 1920-1921 giocate nella Prima Categoria organizzata dal Comitato Regionale Veneto, e la Terza Divisione 1923-1924 sempre gestita dallo stesso comitato.

### Partecipazione alle coppe nazionali
| Competizione         | Partecipazioni | Debutto   | Ultima stagione | Totale |
| -------------------- | -------------- | --------- | --------------- | ------ |
| Coppa Italia         | 66             | 1935-1936 | 2025-2026       | 81     |
| Coppa Italia Serie C | 15             | 1981-1982 | 2025-2026       | 81     |

### Partecipazione alle competizioni UEFA
| Competizione UEFA          | Partecipazioni | Debutto   | Ultima stagione | Totale |
| -------------------------- | -------------- | --------- | --------------- | ------ |
| Coppa delle Coppe          | 1              | 1997-1998 | 1997-1998       | 2      |
| Coppa UEFA / Europa League | 1              | 1978-1979 | 1978-1979       | 2      |

### Statistiche di squadra

Il Real Vicenza che si classificò secondo nella Serie A 1977-1978: tale posizione è il suo migliore piazzamento nella storia della Serie A a girone unico.

Nel campionato 1910-1911 il Vicenza disputò la doppia finalissima nazionale contro la Pro Vercelli, ovvero i due incontri, antecedenti all'istituzione del campionato a girone unico, che misero di fronte la compagine vincitrice del campionato nordoccidentale con quella vincitrice del campionato veneto-emiliano per decidere la squadra campione d'Italia.
La squadra ottenne nella stagione 1977-1978 il secondo posto in Serie A, suo miglior piazzamento finale di sempre nell'era del girone unico, che gli valse una storica partecipazione alla Coppa UEFA 1978-1979.
I biancorossi hanno vinto la Coppa Italia 1996-1997 e disputato la finale della Supercoppa italiana 1997.

La formazione biancorossa in Vicenza- 2-0 del 18 settembre 1997, all'esordio nella Coppa delle Coppe 1997-1998.

Per quanto riguarda le competizioni europee, oltre alla succitata presenza alla Coppa UEFA 1978-1979, il Vicenza giunse semifinalista nella Coppa delle Coppe 1997-1998.
Il Vicenza, insieme al Venezia, sono le uniche due formazioni ad avere in bacheca sia la Coppa Italia che la Coppa Italia Serie C.
Nella Serie A 1996-1997, il Vicenza riuscì a sconfiggere tutte e tre le big (Juventus, Inter e Milan), impresa riuscita in quell'edizione oltre ai berici anche al Parma.
Il Vicenza è la sedicesima società italiana per numero di partecipazioni (30) nel Campionato di Serie A sin dal 1929, anno dell'istituzione del torneo a girone unico, mentre si colloca diciottesima nella Classifica perpetua della Serie A dal 1929. Altri importanti piazzamenti si hanno nella Serie B 1954-1955, nella Serie B 1976-1977 e nella Serie B 1999-2000, dove la squadra biancorossa giungendo prima, conquista la promozione in Serie A. Al 4 giugno 2023, dei 986 incontri nella massima serie, 296 sono state le vittorie dei biancorossi, 300 i pareggi e 390 le sconfitte, con 1014 gol segnati e 1261 subiti. La vittoria con il maggior scarto fu un 12-1 contro il Monfalcone, nella stagione 1938-1939. La sconfitta più netta fu un 16-0, inflitta dall'Inter, nella stagione 1914-1915. La squadra berica disputò solo una volta il campionato di quarto livello (la Seconda Divisione 1929-1930) come il peggiore in cui abbia militato.
Di seguito i record all time in partite di campionato.
- Vittoria più larga in casa:

12-1 vs. Monfalcone (1938-1939)
- Vittoria più larga in trasferta:

1-10 vs. MATER (1939-1940)
- Sconfitta più larga in casa:

0-6 vs. Novara (1921-1922)
- Sconfitta più larga in trasferta:

16-0 vs. Inter (Prima Categoria 1914-1915)
- Maggior numero di reti segnate:

12-1 vs. Monfalcone (1938-1939)

### Statistiche individuali

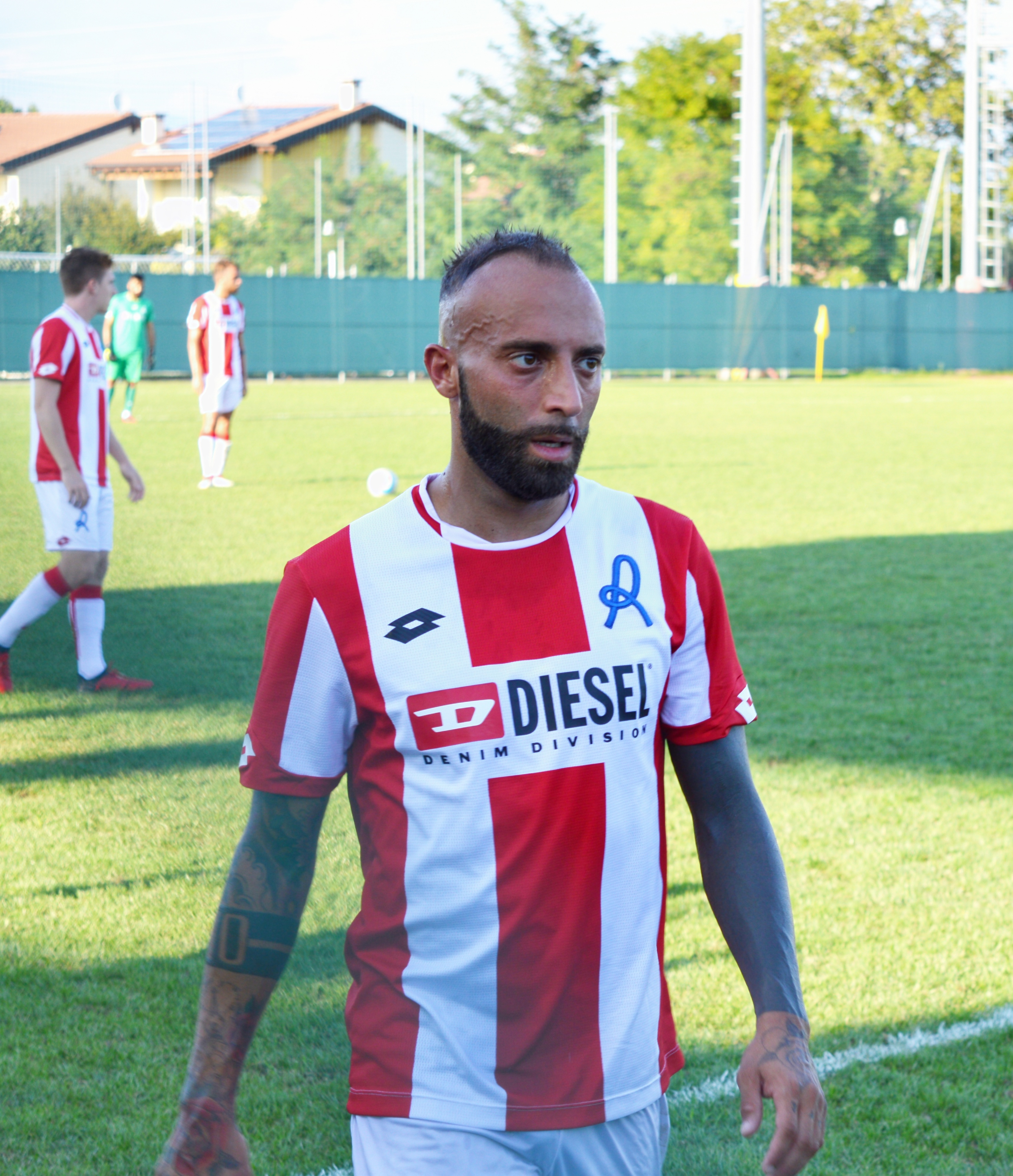
Stefano Giacomelli è il calciatore con più presenze in assoluto con la maglia biancorossa (336 in 11 anni ininterrotti col club vicentino).

Di seguito le Top 10 dei primatisti di presenze e reti in campionato, più eventuali play-off e play-out. In grassetto eventuali giocatori in rosa.
Dati aggiornati al 22 agosto 2023.
| Record di presenze - 336 Stefano Giacomelli (2012-2023) - 317 Giulio Savoini (1953-1966) - 314 Luigi Menti (1952-1957, 1958-1969) - 311 Alfonso Santagiuliana (1940-1944, 1946-1954) - 285 Giorgio Sterchele (1988-1994, 2000-2007) - 268 Domenico Di Carlo (1990-1999) - 255 Gianfranco Volpato (1962-1975) - 253 Daniele Martinelli (2005-2013) - 249 Alberto Marchetti (1938-1946, 1949-1952) - 248 Sergio Carantini (1963-1972) | Record di reti - 124 Piero Spinato (1926-1937) - 110 Bruno Quaresima (1938-1939, 1941-1944, 1945-1946, 1948-1951, 1953-1954) - 106 Alberto Marchetti (1938-1946, 1949-1952) - 74 Stefan Schwoch (2001-2008) - 69 Luís Vinício (1962-1966, 1967-1968) - 63 Mariano Rossi (1931-1943) - 60 Paolo Rossi (1976-1979) - 59 Toto Rondon (1983-1988) - 51 Massimo Margiotta (2001-2003, 2004-2005, 2008-2010) - 47 Piero Suppi (1938-1941, 1943-1946, 1951-1952) |

## Tifoseria

### Storia

Coreografia della Curva Sud in Vicenza-Roma 2-1 del 14 aprile 1996.

Il Vicenza ha numerosi tifosi sia in Italia che all'estero.
Il movimento ultras nasce a Vicenza nel 1974 quando, nell'ottobre dello stesso anno, viene fondato il gruppo Ultras. Il 9 novembre dell'anno seguente nasce il secondo gruppo della tifoseria organizzata berica: I Marines. I due gruppi risiedevano in Curva Sud ed avevano entrambi un teschio come simbolo, anche se il primo striscione a comparire in gradinata fu Sanguinari Curva Sud con l'acronimo di S.C.S. Oltre a questi due gruppi, altre frange di tifo organizzato furono i Vigilantes, gruppo principale e storico della Curva Sud, nati il 3 settembre 1978 e scioltisi il 1º settembre 2012, dopo 34 anni di presenza: il simbolo dei Vigilantes era una testa incappucciata, detto boia, con due mannaie incrociate sullo sfondo.

I 10000 vicentini sull'argine del Canale Camuzzoni, provenienti dalla stazione ferroviaria, in cammino verso il Bentegodi, nel derby del Veneto della stagione 1996-1997.

Oltre ai Vigilantes, gli altri quattro gruppi storici della Curva Sud furono il Fabio Group, la Caneva Berica, i Kapovolti e gli Ultras 1993. Il Fabio Group, avente come simbolo il tao, fu fondato nel 1990 in memoria della morte del tifoso dei Vigilantes Fabio Cucco. La Caneva Berica fondata nel 1990 aveva come simbolo una damigiana di vino, i Kapovolti fondati nel 1993, avevano come logo un volto di un uomo ubriaco con la lingua fuori molto simile al mostro di Frankenstein mentre gli Ultras 1993 adottarono come emblema lo stemma comunale della città di Vicenza. Fino alla stagione 1997-1998 i tifosi del Fabio Group e dei Kapovolti risiedevano in Curva Sud; poi dalla stagione 1998-1999 si stabilirono entrambi in Curva Nord. Nel 2004 dallo scioglimento di questi due gruppi ne nacque la Curva Nord Vicenza (C.N.VI) e poi trasferitisi nei Distinti a seguito delle norme sui tifosi ospiti ai quali fu riservata la Curva Nord.
A Vicenza a cavallo tra la seconda metà degli anni ottanta e la prima metà degli anni novanta, avvenne anche un'esperienza di curva federata, con un patto speciale di unione e collaborazione reciproca. Gli esponenti della Curva Sud decisero di fondare il D.U.C.S. (Direttivo Ultrà Curva Sud), anche detto C.U.C.S. (Commando Ultrà Curva Sud), con il compito di mediare fra tutti i gruppi presenti in Gradinata Sud per mettersi d'accordo nell'organizzazione delle coreografie, delle trasferte in treno e a stabilire comportamenti di collaborazione e unità tra i vari gruppi, onde evitare litigi, tafferugli e momenti tesi tra di essi.
Nella seconda metà degli anni ottanta, in particolari situazioni, il D.U.C.S. era riunito sotto il nome dello striscione Vecchia Guardia. Questa era un gruppo nato dagli stessi fondatori dei Vigilantes, il cui striscione veniva posizionato al centro della Curva Sud dagli stessi Vigilantes, utilizzato in momenti delicati per la sorte del Vicenza, come nelle due stagioni biancorosse più sofferte, 1988-1989 e 1989-1990, quando il Vicenza rischiò di retrocedere in Serie C2 entrambe le volte.
Nel 2024 i principali gruppi della Curva Sud sono: Vecchia Guardia, South Terrace, Crew, Banda Thiene e Youth.

### Gemellaggi e rivalità

Coreografia della Curva Sud in Vicenza- del 6 aprile 1997.

La tifoseria vicentina è gemellata con: Pescara (dal 9 gennaio 1977), Reggiana, Cremonese, Udinese e Ravenna (dal 9 maggio 1993).
In passato intercorsero gemellaggi con le tifoserie di Como (6 febbraio 1977-2013) e Genoa (16 aprile 1978-2003).
Ha amicizie con Metz (dal 1997), Roda Kerkrade  (dal marzo 1998), Messina, Olympique Lione (dal 2013 circa), Millwall (dal 2015 circa) e Vigor Lamezia (dal 2022 circa).
La rivalità più accesa è quella con il Verona. La sfida tra berici e scaligeri, per antonomasia il "derby del Veneto", costituisce la maggiore rivalità calcistica della regione, oltre ad esserne il confronto più sentito: biancorossi e gialloblù sono infatti i due club veneti più antichi e vincenti.

Coreografia della Curva Sud in Vicenza- 2-0 del 25 maggio 1997.

Un'altra storica rivalità con gravi scontri e disordini è quella con il Napoli: questo rapporto da sempre antagonistico tra le due tifoserie, venne accentuato ancor di più nella metà degli anni 1990, durante le partite casalinghe al Menti, con incidenti dentro e fuori dallo stadio vicentino avvenuti nel marzo 1996, nel gennaio e maggio 1997; oltre ai violenti episodi verificatisi nella doppia finale di Coppa Italia dello stesso anno: all'andata al San Paolo con lancio di razzi, bombe carta e arredo bagno, mentre al ritorno al Menti con l'accoltellamento di un supporter vicentino da parte di tifosi partenopei e gli spari di bengala provenienti dalla Curva Nord occupata dagli ultrà azzurri verso la Tribuna e i Distinti che provocarono l'ustione al volto di un sostenitore biancorosso.
Oltre alle rivalità storiche con Verona e Napoli, a causa dei numerosi scontri avvenuti tra le opposte fazioni nel corso degli anni d'oro del tifo organizzato in Italia, vi sono altre rivalità con: Padova Brescia, Triestina, SPAL, Cesena, Bologna, Atalanta e Venezia.
Sono pessimi anche i rapporti con i sostenitori delle tre big del calcio italiano: Juventus (i legami di odio con la tifoseria juventina si rafforzarono ancor di più nel febbraio e ottobre 1996, quando ebbero luogo notevoli scintille tra i Vigilantes Vicenza e il gruppo ultras bianconero Fighters), Milan (al Menti nell'aprile 1999 si verificarono incidenti quando i supporters rossoneri giunti a Vicenza, intonarono cori irridenti inneggianti alla futura retrocessione dei biancorossi in Serie B) e Inter (rivali da sempre, accentuata anche dal gemellaggio che univa la tifoseria gialloblu e nerazzurra).
A livello internazionale l'unica rivalità degna di nota è quella con gli ultras del Chelsea, risalente al 1998 durante la doppia semifinale di Coppa delle Coppe disputata contro gli inglesi (quando un gran numero di sostenitori del Verona era presente nello stadio vicentino insieme ai tifosi londinesi).

## Organico

### Rosa 2025-2026
Rosa aggiornata al 14 agosto 2025.
| N. |                      | Ruolo | Calciatore         |
| -- | -------------------- | ----- | ------------------ |
| 1  | Italia (bandiera)    | P     | Mattia Basso       |
| 4  | Italia (bandiera)    | C     | Marco Carraro      |
| 6  | Francia (bandiera)   | D     | Maxime Leverbe     |
| 7  | Italia (bandiera)    | A     | Nicola Rauti       |
| 8  | Italia (bandiera)    | C     | Michele Cavion     |
| 9  | Italia (bandiera)    | A     | Claudio Morra      |
| 10 | Italia (bandiera)    | A     | Alessandro Capello |
| 11 | Danimarca (bandiera) | A     | David Stückler     |
| 12 | Italia (bandiera)    | P     | Samuele Massolo    |
| 13 | Italia (bandiera)    | D     | Mattia Golin       |
| 14 | Italia (bandiera)    | D     | Giuseppe Cuomo     |
| 16 | Italia (bandiera)    | P     | Riccardo Gagno     |
| 19 | Italia (bandiera)    | C     | Alessio Tribuzzi   |
| 21 | Italia (bandiera)    | C     | Stefano Cester     |
| 22 | Italia (bandiera)    | P     | Giacomo Bianchi    |

| N. |                    | Ruolo | Calciatore               |
| -- | ------------------ | ----- | ------------------------ |
| 23 | Italia (bandiera)  | D     | Francesco Benassai       |
| 24 | Italia (bandiera)  | A     | Filippo Alessio          |
| 26 | Italia (bandiera)  | C     | Giulio Pellizzari        |
| 27 | Italia (bandiera)  | D     | Thomas Sandon            |
| 28 | Italia (bandiera)  | C     | Lorenzo Caferri          |
| 29 | Italia (bandiera)  | C     | Loris Zonta              |
| 32 | Italia (bandiera)  | D     | Filippo Costa (capitano) |
| 33 | Italia (bandiera)  | D     | Matteo Vescovi           |
| 44 | Italia (bandiera)  | C     | Raul Talarico            |
| 76 | Italia (bandiera)  | D     | Nicholas Fantoni         |
| 70 | Italia (bandiera)  | C     | Andrea Formisano         |
| 77 | Albania (bandiera) | C     | Armand Rada              |
| 97 | Italia (bandiera)  | C     | Filippo Rosa             |
| 99 | Italia (bandiera)  | C     | Mattia Vitale            |

### Staff tecnico
Staff aggiornato al 26 giugno 2025.
Staff tecnico
- Fabio Gallo – Allenatore
- Filippo Carobbio – Allenatore in seconda
- Marco Onesti – Preparatore dei portieri
- Alessandro Dalmonte – Preparatore atletico
- Matteo Pegoraro – Collaboratore
- Giorgio Zamuner – Direttore sportivo
- Renato Schena – Team Manager
- Carlo Bardellini – Riprese tecniche video
- Andrea Rizzotto – Magazziniere
- Ivana Spallino – Magazziniere

Staff medico
- Dr. Roberto Carniel – Responsabile sanitario
- Dr. Diego Ave – Medico sociale
- Dr. Felice Zuin – Fisioterapista
- Dr. Giacomo Toniolo – Fisioterapista
- Dr. Corrado Lamesso – Nutrizionista
- Massimo Toniolo – Infermiere